# Big Brother Brasil 24
Big Brother Brasil 24 foi a vigésima quarta temporada do reality show brasileiro Big Brother Brasil, exibida pela TV Globo entre 8 de janeiro de 2024 e 16 de abril de 2024. Esta edição teve apresentação do jornalista Tadeu Schmidt. A direção artística foi de Rodrigo Dourado. A edição foi a última com direção de gênero de Boninho, diante do encerramento de suas atividades na TV Globo no mesmo ano.
Essa temporada teve 100 dias de confinamento, empatada com as temporadas desde a 21ª até a 23ª como as edições mais longas já exibidas do reality show. Foi a quinta edição consecutiva a apresentar uma mescla de confinados anônimos e famosos como participantes do programa, porém dessa vez com a adição de um terceiro grupo, o "Puxadinho".
A edição terminou com a vitória do motorista de aplicativo Davi Brito, que recebeu 60,52% dos votos, faturando o prêmio máximo de R$ 2,92 milhões sem desconto de impostos, o maior prêmio da história do programa, e um carro Chevrolet Trailblazer. Além disso, Davi ganhou um documentário sobre a sua vida, produzido pelo Globoplay. Foi também a primeira edição desde o Big Brother Brasil 19 a ter apenas anônimos na final.

## Exibição
O programa foi exibido diariamente pela TV Globo em sinal aberto e pelo Multishow em TV por assinatura, tendo nesse último flashes ao vivo de 1 hora após o encerramento das edições pela televisão aberta. A transmissão também foi realizada em pay-per-view (PPV), com câmeras filmando integralmente a rotina dos participantes, para operadoras de TV paga. Na internet, foi veiculado pela Canais Globo para os assinantes do PPV e no Globoplay para os assinantes da Globo.com.

## O jogo

### Seleção dos participantes
As inscrições para o Big Brother Brasil 24 foram abertas em 21 de abril de 2023, durante a transmissão do Big Brother Brasil 23, com vagas divididas por regiões do Brasil. Em 10 de julho, houve uma reabertura específica para a região Sudeste, encerrando no mesmo dia.
A dinâmica da edição seguiu o modelo introduzido no Big Brother Brasil 20, misturando participantes em dois grupos: Pipoca (anônimos inscritos) e Camarote (famosos convidados). Uma novidade foi o grupo "Puxadinho", composto por candidatos anônimos disputando as últimas vagas no programa.

### Novo sistema de votação
Nesta temporada, houve mudanças na forma de votação para eliminação dos participantes. Além dos votos online ilimitados, nomeado "Voto da Torcida", os telespectadores agora têm a opção de votar em uma plataforma separada, utilizando seu CPF para um voto único por votação. Ambos os sistemas contribuem com uma média ponderada de 50% no resultado final.
Na primeira fase do jogo, os votos são para salvar os indicados ao Paredão, sendo eliminado o participante com menos votos para salvar. Esse formato de votação perdurou até a terceira semana, na fase de eliminações turbo do jogo. Na segunda fase, o sistema de votação para eliminação volta ao formato anterior, no qual o público vota para eliminar um participante.
| Semana        | Semana        | Participante    | Voto   | Voto    | Média  | Ref.   |  |
| Semana        | Semana        | Participante    | Único  | Torcida | Média  | Ref.   |  |
| ------------- | ------------- | --------------- | ------ | ------- | ------ | ------ |  |
| 0 (Puxadinho) | 0 (Puxadinho) | Carolina        | 6,78%  | 3,08%   | 4,93%  | [ 16 ] |  |
| 0 (Puxadinho) | 0 (Puxadinho) | Giovanna        | 11,35% | 5,03%   | 8,19%  | [ 16 ] |  |
| 0 (Puxadinho) | 0 (Puxadinho) | Isabelle        | 42,57% | 77,87%  | 60,22% | [ 16 ] |  |
| 0 (Puxadinho) | 0 (Puxadinho) | Juliana         | 8,17%  | 2,99%   | 5,58%  | [ 16 ] |  |
| 0 (Puxadinho) | 0 (Puxadinho) | Raquele         | 21,51% | 7,97%   | 14,74% | [ 16 ] |  |
| 0 (Puxadinho) | 0 (Puxadinho) | Thalyta         | 9,62%  | 3,06%   | 6,34%  | [ 16 ] |  |
| 0 (Puxadinho) | 0 (Puxadinho) |                 |        |         |        | [ 16 ] |  |
| 0 (Puxadinho) | 0 (Puxadinho) | Caio            | 5,24%  | 8,70%   | 6,97%  | [ 16 ] |  |
| 0 (Puxadinho) | 0 (Puxadinho) | Davi            | 65,46% | 56,43%  | 60,94% | [ 16 ] |  |
| 0 (Puxadinho) | 0 (Puxadinho) | Jorge Mateus    | 7,17%  | 5,99%   | 6,58%  | [ 16 ] |  |
| 0 (Puxadinho) | 0 (Puxadinho) | Juninho         | 4,51%  | 3,03%   | 3,77%  | [ 16 ] |  |
| 0 (Puxadinho) | 0 (Puxadinho) | Lucas Henrique  | 4,90%  | 6,45%   | 5,68%  | [ 16 ] |  |
| 0 (Puxadinho) | 0 (Puxadinho) | Michel          | 4,82%  | 8,78%   | 6,80%  | [ 16 ] |  |
| 0 (Puxadinho) | 0 (Puxadinho) | Plínio          | 7,90%  | 10,62%  | 9,26%  | [ 16 ] |  |
|               |               |                 |        |         |        |        |  |
| 1             | Dia 4         | Giovanna        | 34,58% | 49,83%  | 42,20% | [ 17 ] |  |
| 1             | Dia 4         | Maycon          | 9,55%  | 7,36%   | 8,46%  | [ 17 ] |  |
| 1             | Dia 4         | Yasmin          | 55,87% | 42,81%  | 49,34% | [ 17 ] |  |
| 1             |               |                 |        |         |        |        |  |
| 1             | Dia 7         | Davi            | 60,76% | 43,54%  | 52,15% | [ 18 ] |  |
| 1             | Dia 7         | Juninho         | 19,64% | 30,64%  | 25,14% | [ 18 ] |  |
| 1             | Dia 7         | Thalyta         | 19,60% | 25,82%  | 22,71% | [ 18 ] |  |
| 1             |               |                 |        |         |        |        |  |
| 1             | Dia 9         | Beatriz         | 29,48% | 27,39%  | 28,44% | [ 19 ] |  |
| 1             | Dia 9         | Davi            | 62,86% | 63,57%  | 63,21% | [ 19 ] |  |
| 1             | Dia 9         | Pizane          | 7,66%  | 9,04%   | 8,35%  | [ 19 ] |  |
|               |               |                 |        |         |        |        |  |
| 2             | Dia 14        | Nizam           | 18,55% | 15,73%  | 17,14% | [ 20 ] |  |
| 2             | Dia 14        | Pitel           | 30,05% | 44,94%  | 37,49% | [ 20 ] |  |
| 2             | Dia 14        | Raquele         | 51,40% | 39,33%  | 45,37% | [ 20 ] |  |
| 2             |               |                 |        |         |        |        |  |
| 2             | Dia 16        | Alane           | 45,15% | 36,53%  | 40,85% | [ 21 ] |  |
| 2             | Dia 16        | Luigi           | 13,59% | 11,45%  | 12,52% | [ 21 ] |  |
| 2             | Dia 16        | Marcus Vinicius | 15,94% | 25,57%  | 20,75% | [ 21 ] |  |
| 2             | Dia 16        | Pitel           | 16,47% | 15,46%  | 15,96% | [ 21 ] |  |
| 2             | Dia 16        | Vinícius        | 8,85%  | 10,99%  | 9,92%  | [ 21 ] |  |
|               |               |                 |        |         |        |        |  |
| 3             | 3             | Alane           | 17,33% | 21,76%  | 19,55% | [ 22 ] |  |
| 3             | 3             | Isabelle        | 66,02% | 56,01%  | 61,02% | [ 22 ] |  |
| 3             | 3             | Juninho         | 8,61%  | 15,68%  | 12,14% | [ 22 ] |  |
| 3             | 3             | Luigi           | 8,04%  | 6,55%   | 7,29%  | [ 22 ] |  |
|               |               |                 |        |         |        |        |  |
| 4             | 4             | Alane           | 34,16% | 39,12%  | 36,64% | [ 23 ] |  |
| 4             | 4             | Beatriz         | 2,56%  | 1,33%   | 1,95%  | [ 23 ] |  |
| 4             | 4             | Isabelle        | 1,32%  | 0,79%   | 1,06%  | [ 23 ] |  |
| 4             | 4             | Juninho         | 61,96% | 58,76%  | 60,35% | [ 23 ] |  |
|               |               |                 |        |         |        |        |  |
| 5             | 5             | Davi            | 10,90% | 13,25%  | 12,07% | [ 24 ] |  |
| 5             | 5             | Isabelle        | 3,16%  | 2,98%   | 3,07%  | [ 24 ] |  |
| 5             | 5             | Marcus Vinicius | 85,94% | 83,77%  | 84,86% | [ 24 ] |  |
|               |               |                 |        |         |        |        |  |
| 6             | 6             | Deniziane       | 53,28% | 50,75%  | 52,02% | [ 25 ] |  |
| 6             | 6             | Fernanda        | 45,35% | 48,98%  | 47,16% | [ 25 ] |  |
| 6             | 6             | Matteus         | 1,37%  | 0,27%   | 0,82%  | [ 25 ] |  |
|               |               |                 |        |         |        |        |  |
| 7             | 7             | Fernanda        | 7,48%  | 6,42%   | 6,95%  | [ 26 ] |  |
| 7             | 7             | Lucas Henrique  | 15,21% | 14,42%  | 14,82% | [ 26 ] |  |
| 7             | 7             | Rodriguinho     | 77,31% | 79,16%  | 78,23% | [ 26 ] |  |
|               |               |                 |        |         |        |        |  |
| 8             | 8             | Alane           | 1,42%  | 0,47%   | 0,94%  | [ 27 ] |  |
| 8             | 8             | Davi            | 28,94% | 28,52%  | 28,73% | [ 27 ] |  |
| 8             | 8             | Michel          | 69,64% | 71,01%  | 70,33% | [ 27 ] |  |
|               |               |                 |        |         |        |        |  |
| 9             | 9             | Isabelle        | 2,81%  | 1,99%   | 2,40%  | [ 28 ] |  |
| 9             | 9             | Lucas Henrique  | 18,36% | 15,31%  | 16,84% | [ 28 ] |  |
| 9             | 9             | Yasmin          | 78,83% | 82,70%  | 80,76% | [ 28 ] |  |
|               |               |                 |        |         |        |        |  |
| 10            | 10            | Alane           | 12,16% | 9,71%   | 10,94% | [ 29 ] |  |
| 10            | 10            | Beatriz         | 2,47%  | 1,36%   | 1,92%  | [ 29 ] |  |
| 10            | 10            | Raquele         | 85,37% | 88,93%  | 87,14% | [ 29 ] |  |
|               |               |                 |        |         |        |        |  |
| 11            | 11            | Davi            | 8,22%  | 5,30%   | 6,76%  | [ 30 ] |  |
| 11            | 11            | Leidy Elin      | 86,23% | 90,42%  | 88,33% | [ 30 ] |  |
| 11            | 11            | Matteus         | 1,42%  | 0,72%   | 1,07%  | [ 30 ] |  |
| 11            | 11            | MC Bin Laden    | 4,13%  | 3,56%   | 3,84%  | [ 30 ] |  |
|               |               |                 |        |         |        |        |  |
| 12            | Dia 84        | Beatriz         | 6,73%  | 3,39%   | 5,06%  | [ 31 ] |  |
| 12            | Dia 84        | Fernanda        | 53,46% | 60,72%  | 57,09% | [ 31 ] |  |
| 12            | Dia 84        | Giovanna        | 39,81% | 35,89%  | 37,85% | [ 31 ] |  |
| 12            |               |                 |        |         |        |        |  |
| 12            | Dia 86        | Alane           | 13,54% | 11,23%  | 12,38% | [ 32 ] |  |
| 12            | Dia 86        | Beatriz         | 7,31%  | 3,93%   | 5,62%  | [ 32 ] |  |
| 12            | Dia 86        | Pitel           | 79,15% | 84,84%  | 82%    | [ 32 ] |  |
|               |               |                 |        |         |        |        |  |
| 13            | Dia 88        | Davi            | 24,45% | 14,88%  | 19,66% | [ 33 ] |  |
| 13            | Dia 88        | MC Bin Laden    | 75,55% | 85,12%  | 80,34% | [ 33 ] |  |
| 13            |               |                 |        |         |        |        |  |
| 13            | Dia 91        | Alane           | 18,14% | 21,98%  | 20,06% | [ 34 ] |  |
| 13            | Dia 91        | Davi            | 6,05%  | 3,13%   | 4,59%  | [ 34 ] |  |
| 13            | Dia 91        | Giovanna        | 78,73% | 71,97%  | 75,35% | [ 34 ] |  |
| 13            |               |                 |        |         |        |        |  |
| 13            | Dia 93        | Alane           | 31,40% | 32,75%  | 32,08% | [ 35 ] |  |
| 13            | Dia 93        | Isabelle        | 2,87%  | 3,58%   | 3,23%  | [ 35 ] |  |
| 13            | Dia 93        | Lucas Henrique  | 65,73% | 63,67%  | 64,69% | [ 35 ] |  |
|               |               |                 |        |         |        |        |  |
| 14            | Dia 95        | Beatriz         | 82,41% | 82,81%  | 82,61% | [ 36 ] |  |
| 14            | Dia 95        | Davi            | 8,44%  | 6,62%   | 7,53%  | [ 36 ] |  |
| 14            | Dia 95        | Isabelle        | 9,15%  | 10,57%  | 9,86%  | [ 36 ] |  |
| 14            |               |                 |        |         |        |        |  |
| 14            | Dia 98        | Alane           | 50,21% | 52,02%  | 51,11% | [ 37 ] |  |
| 14            | Dia 98        | Isabelle        | 46,35% | 46,97%  | 46,66% | [ 37 ] |  |
| 14            | Dia 98        | Matteus         | 3,44%  | 1,01%   | 2,23%  | [ 37 ] |  |
| 14            |               |                 |        |         |        |        |  |
| 14            | Final         | Davi            | 58,38% | 62,65%  | 60,52% | [ 6 ]  |  |
| 14            | Final         | Isabelle        | 12,63% | 17,33%  | 14,98% | [ 6 ]  |  |
| 14            | Final         | Matteus         | 28,99% | 20,02%  | 24,50% | [ 6 ]  |  |

### A casa
A 24ª temporada do Big Brother Brasil apresenta uma casa remodelada com inspiração em contos e histórias de ficção. Os ambientes incorporam elementos mágicos, como um relógio que funciona como botão de desistência, um banheiro com tema de poço dos desejos, e um Confessionário que se transforma em um jardim de inverno mágico. As cozinhas da Xepa e do VIP têm decorações distintas, remetendo a uma taberna medieval e combinando modernidade com ilusões de ótica, respectivamente. Além dos tradicionais três quartos, a casa possui um quarto extra no segundo andar, com decoração mágica e astronômica. A área externa simula uma floresta encantada dividida entre o dia e a noite. A academia apresenta uma decoração de pedras, tocheiros e troféus de guerra. A casa busca criar uma atmosfera fantástica, incorporando elementos de diversos universos imaginários.

### Mudança do prêmio ao longo da temporada
Assim como na temporada anterior, o prêmio ficará indeterminado até o final da temporada, mas desta vez o prêmio começa em R$ 0 e aumenta ao longo das semanas à medida que os participantes eliminados giram uma roleta com valores diferentes. A dinâmica ocorre ao vivo, logo após a eliminação dos participantes. O eliminado girará uma roleta com valores diversos; a quantia que parar será adicionada ao saldo do Modo Stone.
| Semana | Semana | Saldo inicial | Paredão                                    | Eliminado       | Saldo adicionado | Prêmio atual | Ref.   |
| ------ | ------ | ------------- | ------------------------------------------ | --------------- | ---------------- | ------------ | ------ |
| 1      | Dia 4  | R$ 0          | Giovanna Maycon Yasmin                     | Maycon          | (nenhum)         | R$ 0         | [ 43 ] |
| 1      | Dia 7  | R$ 0          | Davi Juninho Thalyta                       | Thalyta         | (nenhum)         | R$ 0         | [ 43 ] |
| 1      | Dia 9  | R$ 0          | Beatriz Davi Pizane                        | Pizane          | R$ 250.000       | R$ 250.000   | [ 43 ] |
| 2      | Dia 14 | R$ 250.000    | Nizam Pitel Raquele                        | Nizam           | (nenhum)         | R$ 250.000   | [ 43 ] |
| 2      | Dia 16 | R$ 250.000    | Alane Luigi Marcus Vinicius Pitel Vinícius | Vinícius        | R$ 50.000        | R$ 300.000   | [ 44 ] |
| 3      | 3      | R$ 300.000    | Alane Isabelle Juninho Luigi               | Luigi           | R$ 250.000       | R$ 550.000   | [ 45 ] |
| 4      | 4      | R$ 550.000    | Alane Beatriz Isabelle Juninho             | Juninho         | R$ 200.000       | R$ 750.000   | [ 46 ] |
| 5      | 5      | R$ 750.000    | Davi Isabelle Marcus Vinicius              | Marcus Vinicius | R$ 100.000       | R$ 850.000   | [ 47 ] |
| 6      | 6      | R$ 850.000    | Deniziane Fernanda Matteus                 | Deniziane       | R$ 200.000       | R$ 1.050.000 | [ 48 ] |
| 7      | 7      | R$ 1.050.000  | Fernanda Lucas Henrique Rodriguinho        | Rodriguinho     | R$ 350.000       | R$ 1.400.000 | [ 49 ] |
| 8      | 8      | R$ 1.400.000  | Alane Davi Michel                          | Michel          | R$ 250.000       | R$ 1.650.000 | [ 50 ] |
| 9      | 9      | R$ 1.650.000  | Isabelle Lucas Henrique Yasmin             | Yasmin          | R$ 0             | R$ 1.650.000 | [ 51 ] |
| 10     | 10     | R$ 1.650.000  | Alane Beatriz Raquele                      | Raquele         | R$ 300.000       | R$ 1.950.000 | [ 52 ] |
| 11     | 11     | R$ 1.950.000  | Davi Leidy Elin Matteus MC Bin Laden       | Leidy Elin      | R$ 250.000       | R$ 2.200.000 | [ 53 ] |
| 12     | Dia 84 | R$ 2.200.000  | Beatriz Fernanda Giovanna                  | Fernanda        | (nenhum)         | R$ 2.200.000 | [ 54 ] |
| 12     | Dia 86 | R$ 2.200.000  | Alane Beatriz Pitel                        | Pitel           | R$ 220.000       | R$ 2.420.000 | [ 54 ] |
| 13     | Dia 88 | R$ 2.420.000  | Davi MC Bin Laden                          | MC Bin Laden    | (nenhum)         | R$ 2.420.000 | [ 54 ] |
| 13     | Dia 91 | R$ 2.420.000  | Alane Davi Giovanna                        | Giovanna        | (nenhum)         | R$ 2.420.000 | [ 54 ] |
| 14     | Dia 93 | R$ 2.420.000  | Alane Isabelle Lucas Henrique              | Lucas Henrique  | R$ 0             | R$ 2.420.000 | [ 55 ] |
| 14     | Dia 95 | R$ 2.420.000  | Beatriz Davi Isabelle                      | Beatriz         | (nenhum)         | R$ 2.420.000 | [ 55 ] |
| 14     | Dia 98 | R$ 2.420.000  | Alane Isabelle Matteus                     | Alane           | R$ 500.000       | R$ 2.920.000 | [ 56 ] |
| 14     | Final  | Prêmio final  | Prêmio final                               | Prêmio final    | Prêmio final     | R$ 2.920.000 | [ 56 ] |

### Sincerão
Na 24ª edição, o Jogo da Discórdia deu espaço para uma nova atividade de apontamentos: o Sincerão. Exibida toda segunda-feira, ao vivo, a dinâmica será realizada somente pelos protagonistas da semana: o Líder, o Anjo e os indicados ao Paredão. Tadeu Schmidt fará perguntas com base nos temas sorteados pelos participantes durante o quadro. Os demais brothers permanecem dentro da casa e acompanham pelo telão da sala. Caso o participante apontado esteja entre os protagonistas da semana, há direito de réplica. No podcast "Isso é Fantástico", Boninho, diretor da atração, explicou os motivos da mudança: "Percebemos que eles estavam deixando para conversar tudo da semana na segunda-feira, no Jogo da Discórdia. Então, agora, ou você é um protagonista da semana, ou resolve seus problemas antes da segunda-feira chegar."

### Poderes do Líder
Os Líderes da temporada atual contam com uma série de novidades. A Central do Líder permitirá que toques extras do Castigo do Monstro sejam acionados, ainda que de maneira limitada. Através da função Perseguidor do Líder, ele poderá descobrir quem foi o participante que mais tentou colocá-lo no Paredão.

### Anjo autoimune
Nesta edição, além de conceder imunidade a alguém, o Anjo está automaticamente autoimune na formação de Paredão. Na semana 9, o participante Lucas Henrique venceu a Prova do Anjo, porém tirou a consequência de estar automaticamente no Paredão, por ter sido o primeiro eliminado da Prova do Líder, na mesma semana. Com isso, o participante foi o único a não receber autoimunidade.

### Poder Curinga: Perde e Ganha
O Poder Curinga, novidade na edição de 2023, continua na temporada atual, mas com novidades. Através da dinâmica do "Perde e Ganha", os participantes entrarão no Confessionário com a quantidade de estalecas que tiverem acumulado, mas o valor vai mudar de forma imprevisível. Inicialmente, haverá um jogo rápido de sorte, cujo resultado pode ser o acréscimo ou a perda de estalecas. Depois disso, sabendo do novo saldo, eles podem decidir se querem participar do leilão do Poder Curinga.
| Semana | Lances         | Lances        | Lances      | Ganhador       | Poder                                                                  | Ref.   |
| Semana | Participantes  | Perde e Ganha | Lance Final | Ganhador       | Poder                                                                  | Ref.   |
| ------ | -------------- | ------------- | ----------- | -------------- | ---------------------------------------------------------------------- | ------ |
| 6      | Alane          | +800          | 1.400       | MC Bin Laden   | Poder Iluminado: dá imunidade ao dono do Poder                         | [ 63 ] |
| 6      | Beatriz        | -800          | 20          | MC Bin Laden   | Poder Iluminado: dá imunidade ao dono do Poder                         | [ 63 ] |
| 6      | Davi           | -800          | 1.200       | MC Bin Laden   | Poder Iluminado: dá imunidade ao dono do Poder                         | [ 63 ] |
| 6      | Deniziane      | +1            | 1           | MC Bin Laden   | Poder Iluminado: dá imunidade ao dono do Poder                         | [ 63 ] |
| 6      | Lucas Henrique | +1            | 1.551       | MC Bin Laden   | Poder Iluminado: dá imunidade ao dono do Poder                         | [ 63 ] |
| 6      | Matteus        | -300          | 260         | MC Bin Laden   | Poder Iluminado: dá imunidade ao dono do Poder                         | [ 63 ] |
| 6      | MC Bin Laden   | +500          | 3.030       | MC Bin Laden   | Poder Iluminado: dá imunidade ao dono do Poder                         | [ 63 ] |
| 6      | Michel         | +500          | 1.000       | MC Bin Laden   | Poder Iluminado: dá imunidade ao dono do Poder                         | [ 63 ] |
| 6      | Pitel          | +800          | 2.110       | MC Bin Laden   | Poder Iluminado: dá imunidade ao dono do Poder                         | [ 63 ] |
| 6      | Rodriguinho    | +100          | 2.000       | MC Bin Laden   | Poder Iluminado: dá imunidade ao dono do Poder                         | [ 63 ] |
| 6      | Wanessa        | -300          | 1.100       | MC Bin Laden   | Poder Iluminado: dá imunidade ao dono do Poder                         | [ 63 ] |
| 6      | Yasmin         | +500          | 1.600       | MC Bin Laden   | Poder Iluminado: dá imunidade ao dono do Poder                         | [ 63 ] |
| 7      | Beatriz        | -300          | 200         | Leidy Elin     | Poder da Palavra: deve indicar um participante ao Paredão              | [ 64 ] |
| 7      | Davi           | +1            | 1.931       | Leidy Elin     | Poder da Palavra: deve indicar um participante ao Paredão              | [ 64 ] |
| 7      | Leidy Elin     | +800          | 2.760       | Leidy Elin     | Poder da Palavra: deve indicar um participante ao Paredão              | [ 64 ] |
| 7      | Lucas Henrique | +500          | 2.000       | Leidy Elin     | Poder da Palavra: deve indicar um participante ao Paredão              | [ 64 ] |
| 7      | Matteus        | +800          | 2.500       | Leidy Elin     | Poder da Palavra: deve indicar um participante ao Paredão              | [ 64 ] |
| 7      | MC Bin Laden   | +800          | 900         | Leidy Elin     | Poder da Palavra: deve indicar um participante ao Paredão              | [ 64 ] |
| 7      | Michel         | +100          | 1.700       | Leidy Elin     | Poder da Palavra: deve indicar um participante ao Paredão              | [ 64 ] |
| 7      | Pitel          | +100          | 2.240       | Leidy Elin     | Poder da Palavra: deve indicar um participante ao Paredão              | [ 64 ] |
| 7      | Raquele        | +100          | 2.480       | Leidy Elin     | Poder da Palavra: deve indicar um participante ao Paredão              | [ 64 ] |
| 7      | Rodriguinho    | +100          | 2.200       | Leidy Elin     | Poder da Palavra: deve indicar um participante ao Paredão              | [ 64 ] |
| 7      | Wanessa        | +500          | 1.000       | Leidy Elin     | Poder da Palavra: deve indicar um participante ao Paredão              | [ 64 ] |
| 7      | Yasmin         | -300          | 1.400       | Leidy Elin     | Poder da Palavra: deve indicar um participante ao Paredão              | [ 64 ] |
| 8      | Alane          | +300          | 1.160       | Pitel          | Poder Gêmeo: deve votar duas vezes                                     | [ 65 ] |
| 8      | Beatriz        | +500          | 500         | Pitel          | Poder Gêmeo: deve votar duas vezes                                     | [ 65 ] |
| 8      | Lucas Henrique | +500          | 2.641       | Pitel          | Poder Gêmeo: deve votar duas vezes                                     | [ 65 ] |
| 8      | Matteus        | +1            | 3.001       | Pitel          | Poder Gêmeo: deve votar duas vezes                                     | [ 65 ] |
| 8      | MC Bin Laden   | +800          | 2.540       | Pitel          | Poder Gêmeo: deve votar duas vezes                                     | [ 65 ] |
| 8      | Pitel          | +800          | 3.520       | Pitel          | Poder Gêmeo: deve votar duas vezes                                     | [ 65 ] |
| 8      | Wanessa        | -500          | 1.460       | Pitel          | Poder Gêmeo: deve votar duas vezes                                     | [ 65 ] |
| 8      | Yasmin         | -300          | 540         | Pitel          | Poder Gêmeo: deve votar duas vezes                                     | [ 65 ] |
| 9      | Alane          | +1            | 1.261       | Lucas Henrique | Poder Absurdo: deve imunizar um participante que está na Mira do Líder | [ 66 ] |
| 9      | Beatriz        | -1.200        | 500         | Lucas Henrique | Poder Absurdo: deve imunizar um participante que está na Mira do Líder | [ 66 ] |
| 9      | Davi           | +1.000        | 2.690       | Lucas Henrique | Poder Absurdo: deve imunizar um participante que está na Mira do Líder | [ 66 ] |
| 9      | Leidy Elin     | +600          | 2.320       | Lucas Henrique | Poder Absurdo: deve imunizar um participante que está na Mira do Líder | [ 66 ] |
| 9      | Lucas Henrique | +200          | 4.070       | Lucas Henrique | Poder Absurdo: deve imunizar um participante que está na Mira do Líder | [ 66 ] |
| 9      | Matteus        | +1            | 3.512       | Lucas Henrique | Poder Absurdo: deve imunizar um participante que está na Mira do Líder | [ 66 ] |
| 9      | MC Bin Laden   | +600          | 20          | Lucas Henrique | Poder Absurdo: deve imunizar um participante que está na Mira do Líder | [ 66 ] |
| 9      | Pitel          | +1.000        | 1.740       | Lucas Henrique | Poder Absurdo: deve imunizar um participante que está na Mira do Líder | [ 66 ] |
| 9      | Raquele        | +1.000        | 3.180       | Lucas Henrique | Poder Absurdo: deve imunizar um participante que está na Mira do Líder | [ 66 ] |
| 9      | Yasmin         | +600          | 1.330       | Lucas Henrique | Poder Absurdo: deve imunizar um participante que está na Mira do Líder | [ 66 ] |
| 10     | Davi           | -700          | 1.970       | Raquele        | Poder da Verdade: pode anular a imunidade dada pelo Anjo               | [ 67 ] |
| 10     | Lucas Henrique | +100          | 1.350       | Raquele        | Poder da Verdade: pode anular a imunidade dada pelo Anjo               | [ 67 ] |
| 10     | Matteus        | -1            | 3.771       | Raquele        | Poder da Verdade: pode anular a imunidade dada pelo Anjo               | [ 67 ] |
| 10     | MC Bin Laden   | -1.200        | 10          | Raquele        | Poder da Verdade: pode anular a imunidade dada pelo Anjo               | [ 67 ] |
| 10     | Pitel          | -1            | 2.339       | Raquele        | Poder da Verdade: pode anular a imunidade dada pelo Anjo               | [ 67 ] |
| 10     | Raquele        | +100          | 4.510       | Raquele        | Poder da Verdade: pode anular a imunidade dada pelo Anjo               | [ 67 ] |
| 11     | Davi           | -1            | 1.939       | Matteus        | Poder Sem Volta: deve vetar um indicado da Prova Bate e Volta          | [ 68 ] |
| 11     | Giovanna       | -300          | 3.169       | Matteus        | Poder Sem Volta: deve vetar um indicado da Prova Bate e Volta          | [ 68 ] |
| 11     | Isabelle       | -600          | 1.050       | Matteus        | Poder Sem Volta: deve vetar um indicado da Prova Bate e Volta          | [ 68 ] |
| 11     | Leidy Elin     | +1            | 3.111       | Matteus        | Poder Sem Volta: deve vetar um indicado da Prova Bate e Volta          | [ 68 ] |
| 11     | Lucas Henrique | -1            | 1.019       | Matteus        | Poder Sem Volta: deve vetar um indicado da Prova Bate e Volta          | [ 68 ] |
| 11     | Matteus        | +900          | 4.741       | Matteus        | Poder Sem Volta: deve vetar um indicado da Prova Bate e Volta          | [ 68 ] |
| 11     | MC Bin Laden   | -1            | 20          | Matteus        | Poder Sem Volta: deve vetar um indicado da Prova Bate e Volta          | [ 68 ] |
| 11     | Pitel          | +500          | 2.540       | Matteus        | Poder Sem Volta: deve vetar um indicado da Prova Bate e Volta          | [ 68 ] |

### Pergunta Gshow
Com o intuito de tornar o público mais participativo, o programa permitirá que o público, através da "Pergunta gshow", escolha um questionamento a ser feito aos brothers durante o Raio-X. Em uma enquete no site oficial do programa, os fãs do reality show podem decidir qual, dentre três opções de pergunta, os brothers e sisters devem responder.
| Semana | Pergunta                                                                       | Ref.   |
| ------ | ------------------------------------------------------------------------------ | ------ |
| 2      | Quem é seu crush na casa?                                                      | [ 70 ] |
| 3      | Qual traço da sua personalidade você ainda não mostrou na casa?                | [ 71 ] |
| 4      | Qual característica sua você acha que os brothers mais percebem e por quê?     | [ 72 ] |
| 6      | Está satisfeito(a) com sua participação até agora? Por quê?                    | [ 73 ] |
| 7      | Por qual motivo você já mudou de opinião na casa?                              | [ 74 ] |
| 8      | Você acha que já deixou alguém triste por uma atitude sua?                     | [ 75 ] |
| 9      | Qual foi o momento mais difícil para você no BBB 24?                           | [ 76 ] |
| 10     | Numa escala de 0 a 10, como você avalia sua performance no jogo e por quê?     | [ 77 ] |
| 11     | Das opiniões que os participantes já deram sobre você, qual você não concorda? | [ 78 ] |
| 12     | Como você avalia seu lado jogador(a) no BBB 24? Por quê?                       | [ 79 ] |
| 12     | O que você acha que falta acontecer no BBB nesta reta final?                   | [ 80 ] |

### Quadros de humor
Na temporada atual, a direção decidiu dar fim aos quadros "CAT BBB" e "Big Terapia", apresentados por Dani Calabresa e Paulo Vieira, respectivamente na última temporada. Agora, os humoristas Luís Miranda e Marcos Veras apresentarão dois quadros novos. No "Big Treta", Miranda abordará acontecimentos recentes da casa. Já no "Vamos Invadir Sua Casa", Veras vai bisbilhotar os cômodos da mansão com direito a convidados famosos.
| Semana | Convidado(s)       | Ref.   |
| ------ | ------------------ | ------ |
| 2      | Jojo Todynho       | [ 83 ] |
| 3      | Ary Fontoura       | [ 84 ] |
| 4      | Amaury Lorenzo     | [ 85 ] |
| 4      | Diego Martins      | [ 85 ] |
| 5      | Milton Cunha       | [ 86 ] |
| 6      | Nany People        | [ 87 ] |
| 7      | Susana Vieira      | [ 88 ] |
| 8      | Deborah Secco      | [ 89 ] |
| 9      | Lázaro Ramos       | [ 90 ] |
| 10     | Welder Rodrigues   | [ 91 ] |
| 11     | Sabrina Sato       | [ 92 ] |
| 12     | Gil do Vigor       | [ 93 ] |
| 13     | Eduardo Sterblitch | [ 94 ] |
| 14     | Ana Clara Lima     | [ 95 ] |
| 14     | Guto TV            | [ 95 ] |
| 14     | Henrique Lopes     | [ 95 ] |
| 14     | Luís Miranda       | [ 95 ] |
| 14     | Mari Gonzalez      | [ 95 ] |
| 14     | Micheli Machado    | [ 95 ] |
| 14     | Nicole Bahls       | [ 95 ] |
| 14     | Pequena Lo         | [ 95 ] |
| 14     | Silvero Pereira    | [ 95 ] |

### Mesacast BBB
A 24ª edição do programa conta com um videocast como novidade. Todos os dias da semana, o Mesacast BBB reunirá um time de influenciadores e apresentadores de televisão para comentar sobre os acontecimentos da casa mais vigiada do Brasil. Exibido simultaneamente no Globoplay e no Multishow, a atração conta com os seguintes apresentadores: Ana Clara, Nany People, Vitor DiCastro, Jojo Todynho, Ed Gama, Mari Gonzalez, Henrique Lopes, Thamirys Borsan, Guto TV e Pequena Lo.

### Puxadinho
Em julho de 2023, foi revelado que o Big Brother Brasil 24 teria um terceiro grupo chamado "Puxadinho". No programa Fantástico, em 7 de janeiro de 2024, foram anunciados 14 candidatos anônimos, sete mulheres e sete homens, com o público votando para escolher dois deles. Uma desistência antes da votação, da candidata Rebeca Mota, reduziu o número de mulheres para seis. Na estreia, em 8 de janeiro, os 18 participantes originais selecionariam três mulheres e três homens que não foram escolhidos pelo público, completando o elenco com 26 participantes.
| Candidato                                | Idade | Ocupação                     | Origem                             | Resultado                     |
| ---------------------------------------- | ----- | ---------------------------- | ---------------------------------- | ----------------------------- |
| Carolina Ferreira                        | 27    | Estilista e modelo           | Rio de Janeiro, Rio de Janeiro     | Não escolhida para entrar     |
| Giovanna Lazaroti de Lima                | 27    | Nutricionista                | Belo Horizonte, Minas Gerais       | Escolhida pelos participantes |
| Isabelle Adriana Nogueira Dias           | 31    | Dançarina                    | Manaus, Amazonas                   | Escolhida pelo público        |
| Juliana Xavier da Rosa Schuch            | 27    | Maquiadora profissional      | Florianópolis, Santa Catarina      | Não escolhida para entrar     |
| Raquele Cardozo Ramos                    | 22    | Doceira                      | Conceição da Barra, Espírito Santo | Escolhida pelos participantes |
| Thalyta Alves Nascimento                 | 26    | Advogada                     | Belo Horizonte, Minas Gerais       | Escolhida pelos participantes |
|                                          |       |                              |                                    |                               |
| Antônio Carlos da Silva Júnior (Juninho) | 41    | Motoboy                      | Rio de Janeiro, Rio de Janeiro     | Escolhido pelos participantes |
| Caio Andrade Fontes                      | 29    | Nutricionista                | Salvador, Bahia                    | Não escolhido para entrar     |
| Davi Brito Santos de Oliveira            | 21    | Motorista de aplicativo      | Salvador, Bahia                    | Escolhido pelo público        |
| Jorge Mateus Anselmo Viana               | 31    | Dentista                     | Recife, Pernambuco                 | Não escolhido para entrar     |
| Lucas Henrique Ferreira                  | 29    | Professor de Educação Física | Rio de Janeiro, Rio de Janeiro     | Escolhido pelos participantes |
| Michel Nogueira Ribeiro                  | 33    | Professor de Geografia       | Belo Horizonte, Minas Gerais       | Escolhido pelos participantes |
| Plínio Bomfim Santana Simões             | 30    | Designer de joias            | Salvador, Bahia                    | Não escolhido para entrar     |

### Na Mira do Líder
Após o resultado da Prova do Líder, o campeão da disputa executará a dinâmica "Na Mira do Líder" entregando uma quantidade de munhequeiras para participantes da casa. O Líder será obrigado a escolher a sua indicação ao Paredão entre os participantes que receberam a pulseira. A dinâmica foi estreada na edição pelo cantor Rodriguinho, que mirou Davi, Isabelle e Beatriz para sua futura indicação. No dia da formação do Paredão, Rodriguinho escolheu Davi para ir à berlinda.
| Semana       | Líder da Semana | Na Mira do Líder | Indicado    | Ref.    |
| ------------ | --------------- | ---------------- | ----------- | ------- |
| 1 (Dia 4)    | Rodriguinho     | Beatriz          | Davi        | [ 105 ] |
| 1 (Dia 4)    | Rodriguinho     | Davi             | Davi        | [ 105 ] |
| 1 (Dia 4)    | Rodriguinho     | Isabelle         | Davi        | [ 105 ] |
| 2 (Dia 11)   | Matteus         | Juninho          | Pitel       | [ 106 ] |
| 2 (Dia 11)   | Matteus         | Nizam            | Pitel       | [ 106 ] |
| 2 (Dia 11)   | Matteus         | Pitel            | Pitel       | [ 106 ] |
| 2 (Dia 11)   | Matteus         | Raquele          | Pitel       | [ 106 ] |
| 31           | MC Bin Laden    | Davi             | Isabelle    | [ 107 ] |
| 31           | MC Bin Laden    | Isabelle         | Isabelle    | [ 107 ] |
| 31           | MC Bin Laden    | Rodriguinho      | Isabelle    | [ 107 ] |
| 31           | MC Bin Laden    | Wanessa          | Isabelle    | [ 107 ] |
| 42           | Fernanda        | Alane            | Beatriz     | [ 108 ] |
| 42           | Fernanda        | Beatriz          | Beatriz     | [ 108 ] |
| 42           | Fernanda        | Deniziane        | Beatriz     | [ 108 ] |
| 42           | Fernanda        | Yasmin           | Beatriz     | [ 108 ] |
| 5            | Lucas Henrique  | Davi             | Davi        | [ 109 ] |
| 5            | Lucas Henrique  | Deniziane        | Davi        | [ 109 ] |
| 5            | Lucas Henrique  | Fernanda         | Davi        | [ 109 ] |
| 5            | Lucas Henrique  | Isabelle         | Davi        | [ 109 ] |
| 6            | Raquele         | Alane            | Deniziane   | [ 110 ] |
| 6            | Raquele         | Deniziane        | Deniziane   | [ 110 ] |
| 6            | Raquele         | Matteus          | Deniziane   | [ 110 ] |
| 73,4         | Beatriz         | Fernanda         | Rodriguinho | [ 111 ] |
| 73,4         | Beatriz         | Giovanna         | Rodriguinho | [ 111 ] |
| 73,4         | Beatriz         | Michel           | Rodriguinho | [ 111 ] |
| 73,4         | Beatriz         | Rodriguinho      | Rodriguinho | [ 111 ] |
| 85           | Lucas Henrique  | Alane            | Michel      | [ 112 ] |
| 85           | Lucas Henrique  | Davi             | Michel      | [ 112 ] |
| 85           | Lucas Henrique  | Isabelle         | Michel      | [ 112 ] |
| 85           | Lucas Henrique  | Michel           | Michel      | [ 112 ] |
| 96           | Beatriz         | Fernanda         | Yasmin      | [ 113 ] |
| 96           | Beatriz         | Giovanna         | Yasmin      | [ 113 ] |
| 96           | Beatriz         | Pitel            | Yasmin      | [ 113 ] |
| 96           | Beatriz         | Raquele          | Yasmin      | [ 113 ] |
| 96           | Beatriz         | Yasmin           | Yasmin      | [ 113 ] |
| 107          | Giovanna        | Alane            | Beatriz     | [ 114 ] |
| 107          | Giovanna        | Beatriz          | Beatriz     | [ 114 ] |
| 107          | Giovanna        | Davi             | Beatriz     | [ 114 ] |
| 107          | Giovanna        | Matteus          | Beatriz     | [ 114 ] |
| 107          | Giovanna        | MC Bin Laden     | Beatriz     | [ 114 ] |
| 11           | Giovanna        | Alane            | Davi        | [ 115 ] |
| 11           | Giovanna        | Davi             | Davi        | [ 115 ] |
| 128 (Dia 81) | Pitel           | Beatriz          | Beatriz     | [ 116 ] |
| 128 (Dia 81) | Pitel           | Matteus          | Beatriz     | [ 116 ] |

- Nota 1: Na Semana 3, Rodriguinho foi imunizado pelo Anjo Fernanda e salvo da Mira do Líder.[117]
- Nota 2: Na Semana 4, Deniziane foi imunizada pelo Anjo Matteus e salva da Mira do Líder.[118]
- Nota 3: Na Semana 7, Michel venceu a Prova do Anjo, garantindo imunidade para si mesmo e escapando da Mira do Líder.[119]
- Nota 4: Na Semana 7, Giovanna foi imunizada pelo Anjo Michel e salva da Mira do Líder.[120]
- Nota 5: Na Semana 8, Davi atendeu ao Big Fone e foi indicado ao Paredão, saindo da Mira do Líder.[121]
- Nota 6: Na Semana 9, Pitel foi imunizada pelo Poder Curinga de Lucas Henrique e salva da Mira do Líder.[122]
- Nota 7: Na Semana 10, Matteus venceu a Prova do Anjo, garantindo imunidade para si mesmo e escapando da Mira do Líder.[123]
- Nota 8: Na Semana 12, Matteus venceu a Prova do Anjo, garantindo imunidade para si mesmo e escapando da Mira do Líder.[124]

### Enquete do Líder
Nesta edição, o público pode avaliar semanalmente o desempenho da liderança escolhendo um emoji para defini-la: duvidosa, escondida, alerta, difícil, sortuda, ousada ou ninja.
| Semana | Semana | Líder          | Resultado | Ref.    |
| ------ | ------ | -------------- | --------- | ------- |
| 1      | Dia 2  | Deniziane      | Ninja     | [ 126 ] |
| 1      | Dia 5  | Rodriguinho    | Alerta    | [ 127 ] |
| 1      | Dia 7  | Lucas Henrique | Duvidosa  | [ 128 ] |
| 2      | Dia 12 | Matteus        | Ninja     | [ 129 ] |
| 2      | Dia 14 | Rodriguinho    | Alerta    | [ 130 ] |
| 3      | 3      | MC Bin Laden   | Alerta    | [ 131 ] |
| 4      | 4      | Fernanda       | Ninja     | [ 132 ] |
| 5      | 5      | Lucas Henrique | Alerta    | [ 133 ] |
| 6      | 6      | Raquele        | Alerta    | [ 134 ] |
| 7      | 7      | Beatriz        | Ninja     | [ 135 ] |
| 8      | 8      | Lucas Henrique | Alerta    | [ 136 ] |
| 9      | 9      | Beatriz        | Ninja     | [ 137 ] |
| 10     | 10     | Giovanna       | Alerta    | [ 138 ] |

### Poder do Não
O Poder do Não é uma dinâmica atrelada ao Líder da semana, que consiste em vetar um participante da próxima Prova do Líder.
| Semana    | Poder do Não        | Total de vetos | Participantes vetados | Ref.    |
| --------- | ------------------- | -------------- | --------------------- | ------- |
| 1 (Dia 4) | Recomendação médica | 1              | Giovanna              | [ 140 ] |
| 4         | Recomendação médica | 1              | Giovanna              | [ 141 ] |
| 5         | Recomendação médica | 1              | Giovanna              | [ 142 ] |
| 6         | Lucas Henrique      | 1              | Davi                  | [ 143 ] |
| 7         | Raquele             | 1              | Alane                 | [ 144 ] |
| 7         | Recomendação médica | 1              | Giovanna              | [ 144 ] |
| 11        | Giovanna            | 1              | Beatriz               | [ 145 ] |

A participante Giovanna Lima ficou impossibilitada de participar de algumas provas durante um período de tempo por conta de uma fratura sofrida em seu pé durante a primeira semana de programa.

### Castigo do Monstro
O Castigo do Monstro é uma dinâmica atrelada à Prova do Anjo. O vencedor da disputa terá o direito de escolher participantes para enfrentar um castigo, que consiste em ações desconfortáveis ao longo de todo um final de semana.
| Semana      | Anjo           | Castigados      | Monstro | Ref.    |
| ----------- | -------------- | --------------- | --- | ------- |
| 1 (Dia 5)   | Matteus        | Isabelle        | Bruxo e Corvo: um castigado deverá se vestir de bruxo e outro de corvo. Eles deverão se revezar no caldeirão que ficará no gramado. O caldeirão nunca pode ficar sozinho. | [ 149 ] |
| 1 (Dia 5)   | Matteus        | Luigi           | Bruxo e Corvo: um castigado deverá se vestir de bruxo e outro de corvo. Eles deverão se revezar no caldeirão que ficará no gramado. O caldeirão nunca pode ficar sozinho. | [ 149 ] |
| 2 (Dia 12)  | Lucas Henrique | Marcus Vinicius | Fada e Duende: um castigado deverá se vestir de fada e o outro deverá se vestir de duende. Ao ouvir a música do Monstro, os dois deverão ir para a floresta encantada, localizada no gramado. Assim que a música parar, apenas um dos dois poderá sair da floresta. O outro deverá permanecer lá. A floresta jamais poderá ficar vazia e sempre que a música tocar novamente os dois castigados deverão ficar juntos na floresta até que a música pare. | [ 150 ] |
| 2 (Dia 12)  | Luigi          | Michel          | Fada e Duende: um castigado deverá se vestir de fada e o outro deverá se vestir de duende. Ao ouvir a música do Monstro, os dois deverão ir para a floresta encantada, localizada no gramado. Assim que a música parar, apenas um dos dois poderá sair da floresta. O outro deverá permanecer lá. A floresta jamais poderá ficar vazia e sempre que a música tocar novamente os dois castigados deverão ficar juntos na floresta até que a música pare. | [ 150 ] |
| 3           | Fernanda       | Pitel           | Cavaleiro e Dragão: um castigado será o cavaleiro e o outro será o dragão. Quando tocar a música do Monstro, os dois deverão ir para a torre do castelo defender a princesa. Os castigados devem ficar de guarda no local até que a música pare. | [ 151 ] |
| 3           | Fernanda       | Rodriguinho     | Cavaleiro e Dragão: um castigado será o cavaleiro e o outro será o dragão. Quando tocar a música do Monstro, os dois deverão ir para a torre do castelo defender a princesa. Os castigados devem ficar de guarda no local até que a música pare. | [ 151 ] |
| 4           | Matteus        | Juninho         | Guardiões do Livro Mágico: os castigados vão se transformar em dois magos e terão a missão de defender o livro mágico de todos os perigos. Quando tocar a música do Monstro, os dois deverão ir para o gramado para proteger o precioso livro até que a música pare. | [ 152 ] |
| 4           | Matteus        | Pitel           | Guardiões do Livro Mágico: os castigados vão se transformar em dois magos e terão a missão de defender o livro mágico de todos os perigos. Quando tocar a música do Monstro, os dois deverão ir para o gramado para proteger o precioso livro até que a música pare. | [ 152 ] |
| 5           | Michel         | Deniziane       | As Serpentes: os castigados vão dar vida a duas temidas serpentes. Sempre que tocar a música do Monstro, as duas peçonhentas devem correr para seu habitat: a floresta. Elas deverão ficar perto das árvores até que a música pare. | [ 153 ] |
| 5           | Michel         | Matteus         | As Serpentes: os castigados vão dar vida a duas temidas serpentes. Sempre que tocar a música do Monstro, as duas peçonhentas devem correr para seu habitat: a floresta. Elas deverão ficar perto das árvores até que a música pare. | [ 153 ] |
| 6           | Michel         | Alane           | Biscoitos Mágicos: os castigados vão se transformar em dois biscoitos mágicos. Sempre que tocar a música do Monstro, eles deverão ir para o gramado e biscoitar ao lado do irmão, um biscoitão gigante, até que a música pare. | [ 154 ] |
| 6           | Michel         | Beatriz         | Biscoitos Mágicos: os castigados vão se transformar em dois biscoitos mágicos. Sempre que tocar a música do Monstro, eles deverão ir para o gramado e biscoitar ao lado do irmão, um biscoitão gigante, até que a música pare. | [ 154 ] |
| 7           | Michel         | Lucas Henrique  | Gênios da Lâmpada: os castigados vão se transformar em dois gênios da lâmpada. Sempre que tocar a música do Monstro, os gênios precisam voltar para a sua preciosa lâmpada mágica e ficar do lado dela até que a música pare. | [ 155 ] |
| 7           | Michel         | MC Bin Laden    | Gênios da Lâmpada: os castigados vão se transformar em dois gênios da lâmpada. Sempre que tocar a música do Monstro, os gênios precisam voltar para a sua preciosa lâmpada mágica e ficar do lado dela até que a música pare. | [ 155 ] |
| 8           | Pitel          | Matteus         | Fênix e Unicórnio: um castigado será uma poderosa fênix e outro será um lindo unicórnio. Sempre que a música tocar, a fênix e o unicórnio deverão se unir para proteger o portal mágico dos invasores até que a música pare. | [ 156 ] |
| 8           | Pitel          | MC Bin Laden    | Fênix e Unicórnio: um castigado será uma poderosa fênix e outro será um lindo unicórnio. Sempre que a música tocar, a fênix e o unicórnio deverão se unir para proteger o portal mágico dos invasores até que a música pare. | [ 156 ] |
| 9           | Lucas Henrique | Alane           | A Bruxa e o Espelho Mágico: um participante será uma bruxa malvada e outro ficará dentro de um espelho mágico. Sempre que tocar a música, a terrível bruxa e o espelho mágico deverão se encontrar nos aposentos do castelo até que a música pare. | [ 157 ] |
| 9           | Lucas Henrique | Davi            | A Bruxa e o Espelho Mágico: um participante será uma bruxa malvada e outro ficará dentro de um espelho mágico. Sempre que tocar a música, a terrível bruxa e o espelho mágico deverão se encontrar nos aposentos do castelo até que a música pare. | [ 157 ] |
| 10          | Matteus        | Fernanda        | A Princesa e o Sapo: um castigado será a princesa e o outro será o sapo. Os dois estão destinados a nunca ficarem juntos. Sempre que estiver no lago, o outro estará longe dali. O lago nunca pode ficar vazio. Um dos dois deve ficar sempre de guarda. Na sua vez, a princesa fica em cima da pedra, e o sapo na vitória-régia. | [ 158 ] |
| 10          | Matteus        | MC Bin Laden    | A Princesa e o Sapo: um castigado será a princesa e o outro será o sapo. Os dois estão destinados a nunca ficarem juntos. Sempre que estiver no lago, o outro estará longe dali. O lago nunca pode ficar vazio. Um dos dois deve ficar sempre de guarda. Na sua vez, a princesa fica em cima da pedra, e o sapo na vitória-régia. | [ 158 ] |
| 11          | Pitel          | Isabelle        | A Rainha e o Bobo da Corte: sempre que tocar a música do Monstro, os dois devem ir para a sala do trono. A rainha fica em seu trono, enquanto o bobo da corte faz de tudo para entreter a sua soberana. A rainha reina e o bobo da corte faz as suas bobagens. A dupla deve realizar sua performance até que a música pare. | [ 159 ] |
| 11          | Pitel          | Matteus         | A Rainha e o Bobo da Corte: sempre que tocar a música do Monstro, os dois devem ir para a sala do trono. A rainha fica em seu trono, enquanto o bobo da corte faz de tudo para entreter a sua soberana. A rainha reina e o bobo da corte faz as suas bobagens. A dupla deve realizar sua performance até que a música pare. | [ 159 ] |
| 12 (Dia 82) | Matteus        | Giovanna        | O Flautista e o Ratinho: um flautista mágico foi chamado para tirar os ratos do vilarejo. A música dele tem o poder de atrair os bichinhos. Sempre que tocar a música, os dois devem correr para o vilarejo e, enquanto o flautista toca, o ratinho dança. | [ 160 ] |
| 12 (Dia 82) | Matteus        | MC Bin Laden    | O Flautista e o Ratinho: um flautista mágico foi chamado para tirar os ratos do vilarejo. A música dele tem o poder de atrair os bichinhos. Sempre que tocar a música, os dois devem correr para o vilarejo e, enquanto o flautista toca, o ratinho dança. | [ 160 ] |
| 13 (Dia 89) | Matteus        | Giovanna        | João e Maria: os dois irmãozinhos foram capturados pela bruxa malvada e estão prestes a se tornar o jantar dela. Eles ficaram unidos o tempo todo dentro de um caldeirão. Sempre que tocar a música do Monstro, a dupla deve ir, com o seu caldeirão, para o fogo na cozinha da bruxa. | [ 161 ] |
| 13 (Dia 89) | Matteus        | Lucas Henrique  | João e Maria: os dois irmãozinhos foram capturados pela bruxa malvada e estão prestes a se tornar o jantar dela. Eles ficaram unidos o tempo todo dentro de um caldeirão. Sempre que tocar a música do Monstro, a dupla deve ir, com o seu caldeirão, para o fogo na cozinha da bruxa. | [ 161 ] |

## Shows e participações especiais
| Data                    | Artista/Banda           | Tema                                                                                     | Ref.    |
| ----------------------- | ----------------------- | ---------------------------------------------------------------------------------------- | ------- |
| 10 de janeiro de 2024   | Menos é Mais            | Festa Rexona                                                                             | [ 162 ] |
| 10 de janeiro de 2024   | Soweto                  | Festa Rexona                                                                             | [ 162 ] |
| 10 de janeiro de 2024   | Péricles                | Festa Rexona                                                                             | [ 162 ] |
| 13 de janeiro de 2024   | Ludmilla                | Festa Downy                                                                              | [ 163 ] |
| 17 de janeiro de 2024   | Kevin O Chris           | Festa Nestlé                                                                             | [ 164 ] |
| 17 de janeiro de 2024   | Léo Santana             | Festa Nestlé                                                                             | [ 164 ] |
| 17 de janeiro de 2024   | Pixote                  | Festa Nestlé                                                                             | [ 164 ] |
| 20 de janeiro de 2024   | DJ Marlboro             | Festa Pepsi                                                                              | [ 164 ] |
| 20 de janeiro de 2024   | Tati Quebra Barraco     | Festa Pepsi                                                                              | [ 164 ] |
| 20 de janeiro de 2024   | Valesca Popozuda        | Festa Pepsi                                                                              | [ 164 ] |
| 24 de janeiro de 2024   | Jota Quest              | Festa LATAM                                                                              | [ 165 ] |
| 27 de janeiro de 2024   | Zeca Pagodinho          | Festa Stone                                                                              | [ 165 ] |
| 27 de janeiro de 2024   | Pretinho da Serrinha    | Festa Stone                                                                              | [ 165 ] |
| 31 de janeiro de 2024   | Gloria Groove           | Festa Engov                                                                              | [ 166 ] |
| 31 de janeiro de 2024   | Xanddy Harmonia         | Festa Engov                                                                              | [ 166 ] |
| 2 de fevereiro de 2024  | Thiaguinho              | Festa Mercado Livre                                                                      | [ 166 ] |
| 7 de fevereiro de 2024  | Beija-Flor de Nilópolis | Ação especial: Escola de Samba                                                           | [ 167 ] |
| 16 de fevereiro de 2024 | Dennis DJ               | Festa Kibon                                                                              | [ 168 ] |
| 24 de fevereiro de 2024 | Joelma                  | Festa Cif                                                                                | [ 169 ] |
| 24 de fevereiro de 2024 | Xande de Pilares        | Festa Cif                                                                                | [ 169 ] |
| 1 de março de 2024      | Wesley Safadão          | Festa iFood                                                                              | [ 170 ] |
| 9 de março de 2024      | Pedro Sampaio           | Festa McDonald's                                                                         | [ 171 ] |
| 15 de março de 2024     | Duda Beat               | Festa Pantene                                                                            | [ 172 ] |
| 15 de março de 2024     | Lexa                    | Festa Pantene                                                                            | [ 172 ] |
| 22 de março de 2024     | Ivete Sangalo           | Festa LATAM                                                                              | [ 173 ] |
| 30 de março de 2024     | É o Tchan!              | Festa Esportes da Sorte                                                                  | [ 174 ] |
| 3 de abril de 2024      | Paulo Ricardo           | Festa do Top 8 (shows transmitidos por telão aos participantes, exceto de Paulo Ricardo) | [ 175 ] |
| 3 de abril de 2024      | Cyndi Lauper            | Festa do Top 8 (shows transmitidos por telão aos participantes, exceto de Paulo Ricardo) | [ 175 ] |
| 3 de abril de 2024      | Titãs                   | Festa do Top 8 (shows transmitidos por telão aos participantes, exceto de Paulo Ricardo) | [ 175 ] |
| 3 de abril de 2024      | Magic!                  | Festa do Top 8 (shows transmitidos por telão aos participantes, exceto de Paulo Ricardo) | [ 175 ] |
| 3 de abril de 2024      | Manu Bahtidão           | Festa do Top 8 (shows transmitidos por telão aos participantes, exceto de Paulo Ricardo) | [ 175 ] |
| 3 de abril de 2024      | Di Ferrero              | Festa do Top 8 (shows transmitidos por telão aos participantes, exceto de Paulo Ricardo) | [ 175 ] |
| 3 de abril de 2024      | Vanessa da Mata         | Festa do Top 8 (shows transmitidos por telão aos participantes, exceto de Paulo Ricardo) | [ 175 ] |
| 6 de abril de 2024      | Xand Avião              | Festa Arraial Yoki                                                                       | [ 176 ] |
| 6 de abril de 2024      | Mari Fernandez          | Festa Arraial Yoki                                                                       | [ 176 ] |
| 6 de abril de 2024      | Zé Vaqueiro             | Festa Arraial Yoki                                                                       | [ 176 ] |
| 6 de abril de 2024      | Nattan                  | Festa Arraial Yoki                                                                       | [ 176 ] |
| 6 de abril de 2024      | Felipe Amorim           | Festa Arraial Yoki                                                                       | [ 176 ] |
| 10 de abril de 2024     | Lulu Santos             | Festa Planeta dos Macacos: O Reinado                                                     | [ 177 ] |

### Convidado argentino
Em 19 de março de 2024, o diretor Boninho anunciou que um convidado argentino entraria na casa alegando ser do La Casa de los Famosos para enganar os participantes. Ele teria a missão de seduzir as mulheres no confinamento, com intuito de gerar ciúmes por parte dos homens. Além disso, também foi revelado que a eliminada Yasmin Brunet fez intercâmbio no México para confundir os brothers. Sua participação estava prevista para acontecer em 20 de março de 2024 às 15 horas (UTC−3), mas foi cancelada por rejeição do público e da própria TV Globo.

## Controvérsias

### Acusações de preconceito
Ao longo da edição, o programa foi marcado por diversas polêmicas envolvendo falas preconceituosas por parte de alguns participantes. Tais incidentes incluíram comentários capacitistas feitos por Maycon, além de Luigi proferindo termos racistas em duas ocasiões distintas. Houve também acusações de machismo envolvendo Rodriguinho, Nizam, Vinícius Rodrigues e Luigi, que criticaram de maneira inadequada o corpo de suas colegas de confinamento. Tempos depois, Davi foi criticado por declarações machistas, incluindo a afirmação de que as mulheres precisam se colocar em seus lugares para ganhar o respeito dos homens. Rodriguinho também foi acusado de xenofobia ao utilizar termos depreciativos e estereótipos culturais ao referir-se a Isabelle. Além disso, uma expressão de homofobia foi dita por Davi em uma discussão com Nizam, com o mesmo posteriormente se desculpando pelo termo. Posteriormente ele disse que preferiria que tivesse um filho ao invés de uma filha com a justificativa de que: "Quero ter filho homem, ensinar o guri a ser macho". Em uma outra discussão, Fernanda e Alane trocaram ofensas criticando características corporais uma da outra. Essas situações geraram reações negativas nas redes sociais e levantaram debates sobre a necessidade de conscientização e respeito no ambiente do reality show.

### Acusação de assédio
Na madrugada de 5 de fevereiro, Alane acusou Juninho de assédio durante uma festa ocorrida anteriormente. No dia seguinte, Tadeu Schmidt, durante o discurso de eliminação de Juninho, questionou indiretamente as acusações de Alane, destacando a importância de fundamentar acusações tão sérias. Ele finalizou esclarecendo que a produção não encontrou evidências de assédio por parte de Juninho após analisar as imagens.

### Desistência de Vanessa Lopes
Em 19 de janeiro de 2024, Vanessa Lopes decidiu deixar o reality show ao apertar o Botão de Desistência. Sua saúde mental foi objeto de preocupação tanto dos participantes quanto do público, devido a suas crises de choro e discursos controversos ao longo do programa. Famosos manifestaram preocupação com Vanessa Lopes, e em uma entrevista ao Fantástico em 18 de fevereiro, ela revelou ter tido um quadro psicótico agudo, optando por sair do programa para cuidar de sua saúde.

### Acusação de agressão

#### Expulsão de Wanessa Camargo
Na madrugada de 2 de março, Wanessa Camargo, alcoolizada, dançava em um dos quartos da casa e acabou acertando um tapa na perna de Davi, que estava dormindo. Ela pediu desculpas, mas Davi reclamou da atitude, afirmando ser uma falta de respeito. Wanessa foi chamada ao confessionário pela manhã e expulsa do programa devido às reclamações de Davi e do público.

#### Davi e MC Bin Laden
Em 25 de março de 2024, após a atividade Sincerão, Davi e MC Bin Laden se envolveram em uma briga que se espalhou pela casa. Durante uma discussão sobre eventos anteriores, a troca de acusações e insultos quase levou a confrontos físicos. A produção do programa interveio, encerrando a briga e reforçando a importância do respeito aos limites estabelecidos. Houve pedidos de expulsão dos participantes devido a possíveis agressões físicas relatadas durante o tumulto.

### Acusações de parcialidade
A edição foi alvo de críticas por não aplicar consistentemente o princípio da igualdade entre os participantes. Exemplos incluem a intervenção da direção para impedir a desistência de Davi, enquanto outros participantes não receberam o mesmo tratamento, e uma autorização da produção concedida a Leidy Elin para provocar Davi, resultando em uma repreensão posterior ao vivo. Houve também ação questionável da direção ao curtir publicações nas redes sociais criticando certos participantes. Durante uma visita de Sabrina Sato à casa, sua suposta preferência pelos membros de um grupo específico gerou desconforto entre os demais participantes. Um incidente envolvendo a derrubada de Sabrina no chão por Beatriz resultou apenas em perda de estalecas, levantando críticas adicionais sobre a consistência das regras do programa.

## Participantes
A lista com 18 participantes oficiais foi divulgada no dia 5 de janeiro de 2024, durante os intervalos da programação da TV Globo e no gshow. No dia 7 de janeiro, durante o programa Fantástico, foram revelados mais 13 candidatos. Dentre eles, o público escolheu um homem e uma mulher (Davi Brito e Isabelle Nogueira) para entrarem oficialmente no jogo, enquanto que a casa escolheu outros seis, três homens (Juninho Silva, Lucas Henrique Ferreira e Michel Nogueira) e três mulheres (Giovanna Lima, Raquele Cardozo e Thalyta Alves), para compor o elenco de 26 participantes.
A participante Vanessa Lopes desistiu do programa no dia 19 de janeiro de 2024, após 12 dias confinada. A participante Wanessa Camargo foi expulsa do programa no dia 2 de março de 2024, após 55 dias confinada.
As informações referentes à ocupação dos participantes estão de acordo com o momento em que ingressaram no programa.
| Participante                                         | Idade | Ocupação                          | Origem                             | Resultado                                | Ref.    |
| ---------------------------------------------------- | ----- | --------------------------------- | ---------------------------------- | ---------------------------------------- | ------- |
| Davi Brito Santos de Oliveira                        | 21    | Motorista de aplicativo           | Salvador, Bahia                    | Vencedor em 16 de abril de 2024          | [ 227 ] |
| Matteus Amaral Vargas                                | 27    | Estudante de Engenharia Agrícola  | Alegrete, Rio Grande do Sul        | 2º lugar em 16 de abril de 2024          | [ 228 ] |
| Isabelle Adriana Nogueira Dias                       | 31    | Dançarina                         | Manaus, Amazonas                   | 3º lugar em 16 de abril de 2024          | [ 229 ] |
| Alane Dias Lima                                      | 24    | Bailarina e modelo                | Belém, Pará                        | 21ª eliminada em 14 de abril de 2024     | [ 230 ] |
| Beatriz Reis dos Santos                              | 23    | Vendedora                         | Guarulhos, São Paulo               | 20ª eliminada em 11 de abril de 2024     | [ 231 ] |
| Lucas Henrique Ferreira                              | 29    | Professor de Educação Física      | Rio de Janeiro, Rio de Janeiro     | 19° eliminado em 9 de abril de 2024      | [ 232 ] |
| Giovanna Lazaroti de Lima                            | 27    | Nutricionista                     | Belo Horizonte, Minas Gerais       | 18ª eliminada em 7 de abril de 2024      | [ 233 ] |
| Jefferson Cristian dos Santos de Lima (MC Bin Laden) | 30    | Cantor                            | São Paulo, São Paulo               | 17° eliminado em 4 de abril de 2024      | [ 234 ] |
| Giovanna Letícia Marinho Viana (Pitel)               | 24    | Assistente social                 | Maceió, Alagoas                    | 16ª eliminada em 2 de abril de 2024      | [ 235 ] |
| Fernanda Fonseca Villa Bande                         | 32    | Confeiteira e modelo              | Niterói, Rio de Janeiro            | 15ª eliminada em 31 de março de 2024     | [ 236 ] |
| Leidy Elin Fonseca de Alvarenga                      | 26    | Trancista e operadora de caixa    | São Gonçalo, Rio de Janeiro        | 14ª eliminada em 26 de março de 2024     | [ 237 ] |
| Raquele Cardozo Ramos                                | 22    | Doceira                           | Conceição da Barra, Espírito Santo | 13ª eliminada em 19 de março de 2024     | [ 238 ] |
| Yasmin Brunet Fernandez                              | 35    | Modelo e empresária               | Rio de Janeiro, Rio de Janeiro     | 12ª eliminada em 12 de março de 2024     | [ 239 ] |
| Michel Nogueira Ribeiro                              | 33    | Professor de Geografia            | Belo Horizonte, Minas Gerais       | 11º eliminado em 5 de março de 2024      | [ 240 ] |
| Wanessa Godói Camargo                                | 41    | Cantora                           | Goiânia, Goiás                     | Expulsa em 2 de março de 2024            | [ 241 ] |
| Rodrigo Fernando Amaral Silva (Rodriguinho)          | 45    | Cantor                            | Bauru, São Paulo                   | 10º eliminado em 27 de fevereiro de 2024 | [ 242 ] |
| Deniziane Ferreira Gomes                             | 29    | Fisioterapeuta                    | Esmeraldas, Minas Gerais           | 9ª eliminada em 20 de fevereiro de 2024  | [ 243 ] |
| Marcus Vinicius Brito Ferreira                       | 30    | Comissário de voo                 | Belém, Pará                        | 8º eliminado em 13 de fevereiro de 2024  | [ 244 ] |
| Antônio Carlos da Silva Júnior (Juninho)             | 41    | Motoboy                           | Rio de Janeiro, Rio de Janeiro     | 7º eliminado em 6 de fevereiro de 2024   | [ 245 ] |
| Lucas Luigi Valério de Lima                          | 28    | Vendedor e instalador de piso     | Rio de Janeiro, Rio de Janeiro     | 6º eliminado em 30 de janeiro de 2024    | [ 246 ] |
| Vinícius Gonçalves Rodrigues                         | 29    | Atleta paralímpico                | Rosana, São Paulo                  | 5º eliminado em 23 de janeiro de 2024    | [ 247 ] |
| Nizam Hayek Abou Jokh                                | 32    | Executivo de contas internacional | São Paulo, São Paulo               | 4º eliminado em 21 de janeiro de 2024    | [ 248 ] |
| Vanessa Lopes Ramalho                                | 22    | Criadora de conteúdo              | Brasília, Distrito Federal         | Desistente em 19 de janeiro de 2024      | [ 249 ] |
| Lucas Pizane Fernandes Sapucaia                      | 22    | Músico                            | Itaparica, Bahia                   | 3º eliminado em 16 de janeiro de 2024    | [ 250 ] |
| Thalyta Alves Nascimento                             | 26    | Advogada                          | Belo Horizonte, Minas Gerais       | 2ª eliminada em 14 de janeiro de 2024    | [ 251 ] |
| Maycon Cosmer da Silva                               | 35    | Cozinheiro escolar                | Tijucas, Santa Catarina            | 1º eliminado em 11 de janeiro de 2024    | [ 252 ] |

## Histórico
|                          |                          | Semana 0                                           | Semana 0                                                    | Semana 1                                         | Semana 1                                         | Semana 1                                               | Semana 1                                               | Semana 1                       | Semana 1                      | Semana 1                      | Semana 2                          | Semana 2                                   | Semana 3                       | Semana 4                               | Semana 4                               | Semana 4                               | Semana 4                               | Semana 5                                  | Semana 6                        | Semana 7                             | Semana 8                    | Semana 9                            | Semana 10                    | Semana 10                    | Semana 11                             | Semana 12                     | Semana 12                  | Semana 13                         | Semana 13                     | Semana 13                           | Semana 14                    | Semana 14                     | Semana 14                   | Votos recebidos |
| Puxadinho                | Puxadinho                | Dia 1                                              | Dia 1                                                       | Dia 1                                            | Dia 1                                            | Dia 2                                                  | Dia 5                                                  | Dia 7                          | Dia 12                        | Dia 14                        | Votação aberta                    | Votação aberta                             | Semana 3                       | Confessionário                         | Confessionário                         | Votação aberta                         | Confessionário                         | Semana 5                                  | Semana 6                        | Semana 7                             | Semana 8                    | Semana 9                            | Dia 82                       | Dia 84                       | Semana 11                             | Dia 86                        | Dia 88                     | Dia 91                            | Dia 93                        | Dia 96                              | Final                        |                               |                             | Votos recebidos |
| ------------------------ | ------------------------ | -------------------------------------------------- | ----------------------------------------------------------- | ------------------------------------------------ | ------------------------------------------------ | ------------------------------------------------------ | ------------------------------------------------------ | ------------------------------ | ----------------------------- | ----------------------------- | --------------------------------- | ------------------------------------------ | ------------------------------ | -------------------------------------- | -------------------------------------- | -------------------------------------- | -------------------------------------- | ----------------------------------------- | ------------------------------- | ------------------------------------ | --------------------------- | ----------------------------------- | ---------------------------- | ---------------------------- | ------------------------------------- | ----------------------------- | -------------------------- | --------------------------------- | ----------------------------- | ----------------------------------- | ---------------------------- | ----------------------------- | --------------------------- | --------------- |
| Líder                    | Líder                    | (nenhum)                                           | (nenhum)                                                    | (nenhum)                                         | (nenhum)                                         | (nenhum)                                               | (nenhum)                                               | Deniziane                      | Rodriguinho                   | Lucas Henrique                | Matteus                           | Rodriguinho                                | MC Bin Laden                   | Fernanda                               | Fernanda                               | Fernanda                               | Fernanda                               | Lucas Henrique                            | Raquele                         | Beatriz                              | Lucas Henrique              | Beatriz                             | Giovanna                     | Giovanna                     | Giovanna                              | Pitel                         | Giovanna                   | Lucas Henrique                    | Lucas Henrique                | Davi                                | Matteus                      | (nenhum)                      | (nenhum)                    |                 |
| Anjo                     | Anjo                     | (nenhum)                                           | (nenhum)                                                    | (nenhum)                                         | (nenhum)                                         | (nenhum)                                               | (nenhum)                                               | (nenhum)                       | Matteus                       | (nenhum)                      | Lucas Henrique Luigi              | (nenhum)                                   | Fernanda                       | Matteus                                | Matteus                                | Matteus                                | Matteus                                | Michel                                    | Michel                          | Michel                               | Pitel                       | Lucas Henrique                      | Matteus                      | Matteus                      | Pitel                                 | Matteus                       | (nenhum)                   | (nenhum)                          | Matteus                       | (nenhum)                            | (nenhum)                     | (nenhum)                      | (nenhum)                    |                 |
| Imunizado                | Imunizado                | (nenhum)                                           | (nenhum)                                                    | (nenhum)                                         | (nenhum)                                         | (nenhum)                                               | (nenhum)                                               | (nenhum)                       | Matteus Pizane                | (nenhum)                      | Lucas Henrique Luigi MC Bin Laden | (nenhum)                                   | Fernanda Rodriguinho           | Deniziane Matteus                      | Deniziane Matteus                      | Deniziane Matteus                      | Deniziane Matteus                      | Giovanna Michel                           | Michel                          | Giovanna Michel                      | Fernanda Pitel              | Leidy Elin                          | Beatriz Matteus              | Beatriz Matteus              | Pitel                                 | Matteus                       | (nenhum)                   | (nenhum)                          | Matteus                       | (nenhum)                            | (nenhum)                     | (nenhum)                      | (nenhum)                    |                 |
| Poder Curinga            | Poder Curinga            | (nenhum)                                           | (nenhum)                                                    | (nenhum)                                         | (nenhum)                                         | (nenhum)                                               | (nenhum)                                               | (nenhum)                       | (nenhum)                      | (nenhum)                      | (nenhum)                          | (nenhum)                                   | (nenhum)                       | (nenhum)                               | (nenhum)                               | (nenhum)                               | (nenhum)                               | (nenhum)                                  | MC Bin Laden                    | Leidy Elin                           | Pitel                       | Lucas Henrique                      | Raquele                      | Raquele                      | Matteus                               | (nenhum)                      | (nenhum)                   | (nenhum)                          | (nenhum)                      | (nenhum)                            | (nenhum)                     | (nenhum)                      | (nenhum)                    |                 |
| Big Fone                 | Big Fone                 | (nenhum)                                           | (nenhum)                                                    | (nenhum)                                         | (nenhum)                                         | (nenhum)                                               | (nenhum)                                               | (nenhum)                       | (nenhum)                      | (nenhum)                      | (nenhum)                          | (nenhum)                                   | Marcus Vinicius                | Davi                                   | Davi                                   | Davi                                   | Davi                                   | (nenhum)                                  | (nenhum)                        | (nenhum)                             | Davi                        | (nenhum)                            | (nenhum)                     | (nenhum)                     | (nenhum)                              | (nenhum)                      | (nenhum)                   | (nenhum)                          | (nenhum)                      | (nenhum)                            | (nenhum)                     | (nenhum)                      | (nenhum)                    |                 |
| Indicado (Big Fone)      | Indicado (Big Fone)      | (nenhum)                                           | (nenhum)                                                    | (nenhum)                                         | (nenhum)                                         | (nenhum)                                               | (nenhum)                                               | (nenhum)                       | (nenhum)                      | (nenhum)                      | (nenhum)                          | (nenhum)                                   | Juninho Luigi Pitel            | (nenhum)                               | (nenhum)                               | (nenhum)                               | (nenhum)                               | (nenhum)                                  | (nenhum)                        | (nenhum)                             | Davi                        | (nenhum)                            | (nenhum)                     | (nenhum)                     | (nenhum)                              | (nenhum)                      | (nenhum)                   | (nenhum)                          | (nenhum)                      | (nenhum)                            | (nenhum)                     | Alane Isabelle Matteus        | (nenhum)                    |                 |
| Indicado (Contragolpe)   | Indicado (Contragolpe)   | (nenhum)                                           | (nenhum)                                                    | (nenhum)                                         | (nenhum)                                         | (nenhum)                                               | (nenhum)                                               | (nenhum)                       | Thalyta                       | (nenhum)                      | (nenhum)                          | Luigi Marcus Vinicius Pitel                | Alane                          | (nenhum)                               | (nenhum)                               | (nenhum)                               | (nenhum)                               | (nenhum)                                  | (nenhum)                        | (nenhum)                             | Yasmin                      | (nenhum)                            | Raquele                      | Raquele                      | Alane MC Bin Laden                    | Giovanna                      | (nenhum)                   | (nenhum)                          | (nenhum)                      | (nenhum)                            | Beatriz                      | Alane Isabelle Matteus        | (nenhum)                    |                 |
| Indicado (Líder)         | Indicado (Líder)         | (nenhum)                                           | (nenhum)                                                    | (nenhum)                                         | (nenhum)                                         | (nenhum)                                               | (nenhum)                                               | Maycon                         | Davi                          | Beatriz                       | Pitel                             | Alane                                      | Isabelle                       | Beatriz                                | Beatriz                                | Beatriz                                | Beatriz                                | Davi                                      | Deniziane                       | Rodriguinho                          | Michel                      | Yasmin                              | Beatriz                      | Beatriz                      | Davi                                  | Beatriz                       | Beatriz                    | Davi                              | Giovanna                      | Lucas Henrique                      | Isabelle                     | Alane Isabelle Matteus        | (nenhum)                    |                 |
| Indicado (Casa)          | Indicado (Casa)          | (nenhum)                                           | (nenhum)                                                    | (nenhum)                                         | (nenhum)                                         | (nenhum)                                               | (nenhum)                                               | Giovanna Yasmin                | Juninho                       | Pizane                        | Nizam Raquele                     | Vinícius                                   | Davi                           | Alane Juninho                          | Alane Juninho                          | Isabelle Marcus Vinicius               | Isabelle Marcus Vinicius               | Fernanda Isabelle Marcus Vinicius Wanessa | Fernanda Matteus                | MC Bin Laden                         | Alane                       | Matteus                             | Davi                         | Alane                        | Leidy Elin Matteus                    | Fernanda                      | Pitel                      | MC Bin Laden                      | Alane Davi                    | Isabelle                            | Davi                         | Alane Isabelle Matteus        | (nenhum)                    |                 |
| Bate e Volta (Indicados) | Bate e Volta (Indicados) | (nenhum)                                           | (nenhum)                                                    | (nenhum)                                         | (nenhum)                                         | (nenhum)                                               | (nenhum)                                               | (nenhum)                       | (nenhum)                      | (nenhum)                      | (nenhum)                          | (nenhum)                                   | Alane Davi Juninho Luigi Pitel | Alane Isabelle Juninho Marcus Vinicius | Alane Isabelle Juninho Marcus Vinicius | Alane Isabelle Juninho Marcus Vinicius | Alane Isabelle Juninho Marcus Vinicius | Fernanda Isabelle Marcus Vinicius         | Fernanda Lucas Henrique Matteus | Fernanda Lucas Henrique MC Bin Laden | Alane Davi Yasmin           | Isabelle Lucas Henrique Matteus     | Alane Davi Raquele           | Alane Davi Raquele           | Alane Leidy Elin Matteus MC Bin Laden | (nenhum)                      | (nenhum)                   | (nenhum)                          | (nenhum)                      | (nenhum)                            | (nenhum)                     | (nenhum)                      | (nenhum)                    |                 |
| Bate e Volta (Salvo)     | Bate e Volta (Salvo)     | (nenhum)                                           | (nenhum)                                                    | (nenhum)                                         | (nenhum)                                         | (nenhum)                                               | (nenhum)                                               | (nenhum)                       | (nenhum)                      | (nenhum)                      | (nenhum)                          | (nenhum)                                   | Davi Pitel                     | Marcus Vinicius                        | Marcus Vinicius                        | Marcus Vinicius                        | Marcus Vinicius                        | Fernanda                                  | Lucas Henrique                  | MC Bin Laden                         | Yasmin                      | Matteus                             | Davi                         | Davi                         | Alane                                 | (nenhum)                      | (nenhum)                   | (nenhum)                          | (nenhum)                      | (nenhum)                            | (nenhum)                     | (nenhum)                      | (nenhum)                    |                 |
|                          |                          |                                                    |                                                             |                                                  |                                                  |                                                        |                                                        |                                |                               |                               |                                   |                                            |                                |                                        |                                        |                                        |                                        |                                           |                                 |                                      |                             |                                     |                              |                              |                                       |                               |                            |                                   |                               |                                     |                              |                               |                             |                 |
|                          | Davi                     | Indicado                                           | Indicado                                                    | Salvo                                            | Salvo                                            | Salvo                                                  | Salvo                                                  | Rodriguinho                    | Luigi                         | Nizam                         | Nizam Rodriguinho                 | MC Bin Laden                               | Lucas Henrique                 |                                        | MC Bin Laden                           |                                        | Michel                                 | Fernanda                                  | Fernanda                        | MC Bin Laden                         | Yasmin                      | MC Bin Laden                        | MC Bin Laden                 | MC Bin Laden                 | Leidy Elin                            | Fernanda                      | Pitel                      | MC Bin Laden                      | Isabelle (para salvar)        | Líder                               | Beatriz                      | Finalista                     | Vencedor (Dia 100)          | 38              |
|                          | Matteus                  | Ausente                                            | Ausente                                                     |                                                  | Thalyta                                          |                                                        | Michel                                                 | Giovanna                       | Raquele                       | Davi                          | Raquele                           | Juninho                                    | Giovanna                       |                                        | Juninho                                |                                        | Isabelle                               | Fernanda                                  | Fernanda                        | MC Bin Laden                         | Yasmin                      | MC Bin Laden                        | MC Bin Laden                 | MC Bin Laden                 | Leidy Elin                            | Fernanda                      | Pitel                      | MC Bin Laden                      | Beatriz (para salvar)         | Isabelle                            | Davi                         | Paredão                       | 2º lugar (Dia 100)          | 21              |
|                          | Isabelle                 | Indicada                                           | Indicada                                                    | Salva                                            | Salva                                            | Salva                                                  | Salva                                                  | Matteus                        | Nizam                         | Nizam                         | Nizam Rodriguinho                 | MC Bin Laden                               | Lucas Henrique                 |                                        | Juninho                                |                                        | Wanessa                                | Fernanda                                  | Matteus                         | MC Bin Laden                         | MC Bin Laden                | MC Bin Laden                        | MC Bin Laden                 | Lucas Henrique               | MC Bin Laden                          | Fernanda                      | Pitel                      | MC Bin Laden                      | Davi (para salvar)            | Matteus                             | Beatriz                      | Paredão                       | 3º lugar (Dia 100)          | 17              |
|                          | Alane                    | Ausente                                            | Ausente                                                     |                                                  | Raquele                                          |                                                        | Juninho                                                | Giovanna                       | Pitel                         | Pizane                        | Nizam Raquele                     | Vinícius                                   | Giovanna                       |                                        | Juninho                                |                                        | Raquele                                | Fernanda                                  | Fernanda                        | MC Bin Laden                         | Yasmin                      | MC Bin Laden                        | MC Bin Laden                 | MC Bin Laden                 | Leidy Elin                            | Fernanda                      | Pitel                      | MC Bin Laden                      | Beatriz (para salvar)         | Isabelle                            | Davi                         | Paredão                       | Eliminada (Dia 98)          | 36              |
|                          | Beatriz                  | Ausente                                            | Ausente                                                     |                                                  | Raquele                                          |                                                        | Juninho                                                | Fernanda                       | Fernanda                      | Pizane                        | Vinícius Nizam                    | Lucas Henrique                             | Giovanna                       |                                        | Juninho                                |                                        | Michel                                 | Fernanda                                  | Fernanda                        | Líder                                | MC Bin Laden                | Líder                               | MC Bin Laden                 | MC Bin Laden                 | Leidy Elin                            | Fernanda                      | Pitel                      | MC Bin Laden                      | Alane (para salvar)           | Isabelle                            | Davi                         | Eliminada (Dia 95)            | Eliminada (Dia 95)          | 11              |
|                          | Lucas Henrique           | Indicado                                           | Indicado                                                    | Indicado                                         | Indicado                                         | Indicado                                               | Indicado                                               | Yasmin                         | Marcus Vinicius               | Pizane                        | Davi Alane                        | Davi                                       | Davi                           |                                        | Isabelle                               |                                        | Giovanna                               | Isabelle                                  | Fernanda                        | Davi                                 | Líder                       | Alane                               | Davi                         | Alane                        | Matteus                               | Alane                         | Matteus                    | Líder                             | Líder                         | Matteus                             | Eliminado (Dia 93)           | Eliminado (Dia 93)            | Eliminado (Dia 93)          | 7               |
|                          | Giovanna                 | Indicada                                           | Indicada                                                    | Indicada                                         | Indicada                                         | Indicada                                               | Indicada                                               | Pitel                          | Juninho                       | Juninho                       | Nizam Fernanda                    | Fernanda                                   | Alane                          |                                        | Alane                                  |                                        | Yasmin                                 | Marcus Vinicius                           | Wanessa                         | Wanessa                              | Alane                       | Matteus                             | Líder                        | Líder                        | Líder                                 | Alane                         | Líder                      | Matteus                           | Isabelle (para salvar)        | Eliminada (Dia 91)                  | Eliminada (Dia 91)           | Eliminada (Dia 91)            | Eliminada (Dia 91)          | 19              |
|                          | MC Bin Laden             | Ausente                                            | Ausente                                                     |                                                  | Giovanna                                         |                                                        | Lucas Henrique                                         | Giovanna                       | Raquele                       | Raquele                       | Davi Marcus Vinicius              | Marcus Vinicius                            | Líder                          |                                        | Wanessa                                |                                        | Marcus Vinicius                        | Wanessa                                   | Fernanda                        | Davi                                 | Alane                       | Matteus                             | Davi                         | Alane                        | Matteus                               | Alane                         | Matteus                    | Matteus                           | Eliminado (Dia 88)            | Eliminado (Dia 88)                  | Eliminado (Dia 88)           | Eliminado (Dia 88)            | Eliminado (Dia 88)          | 38              |
|                          | Pitel                    | Ausente                                            | Ausente                                                     |                                                  | Thalyta                                          |                                                        | Michel                                                 | Giovanna                       | Raquele                       | Alane                         | Marcus Vinicius Michel            | Marcus Vinicius                            | Davi                           |                                        | Alane                                  |                                        | Marcus Vinicius                        | Marcus Vinicius                           | Matteus                         | MC Bin Laden                         | Alane (×2)                  | Matteus                             | Davi                         | Alane                        | Matteus                               | Líder                         | Matteus                    | Eliminada (Dia 86)                | Eliminada (Dia 86)            | Eliminada (Dia 86)                  | Eliminada (Dia 86)           | Eliminada (Dia 86)            | Eliminada (Dia 86)          | 15              |
|                          | Fernanda                 | Ausente                                            | Ausente                                                     |                                                  | Thalyta                                          |                                                        | Michel                                                 | Giovanna                       | Alane                         | Alane                         | Alane Giovanna                    | Isabelle                                   | Alane                          | Alane                                  | Alane                                  | Líder                                  | Líder                                  | Marcus Vinicius                           | Matteus                         | MC Bin Laden                         | Alane                       | Matteus                             | Davi                         | Alane                        | Matteus                               | Alane                         | Eliminada (Dia 84)         | Eliminada (Dia 84)                | Eliminada (Dia 84)            | Eliminada (Dia 84)                  | Eliminada (Dia 84)           | Eliminada (Dia 84)            | Eliminada (Dia 84)          | 32              |
|                          | Leidy Elin               | Ausente                                            | Ausente                                                     |                                                  | Raquele                                          |                                                        | Juninho                                                | Giovanna                       | Luigi                         | Pizane                        | Rodriguinho Raquele               | Vinícius                                   | Davi                           |                                        | Michel                                 |                                        | Rodriguinho                            | Fernanda                                  | Fernanda                        | Davi                                 | MC Bin Laden                | Davi                                | Davi                         | Isabelle                     | Matteus                               | Eliminada (Dia 79)            | Eliminada (Dia 79)         | Eliminada (Dia 79)                | Eliminada (Dia 79)            | Eliminada (Dia 79)                  | Eliminada (Dia 79)           | Eliminada (Dia 79)            | Eliminada (Dia 79)          | 4               |
|                          | Raquele                  | Indicada                                           | Indicada                                                    | Indicada                                         | Indicada                                         | Indicada                                               | Indicada                                               | Pitel                          | Juninho                       | Davi                          | Nizam Deniziane                   | Deniziane                                  | Alane                          |                                        | Juninho                                |                                        | Wanessa                                | Marcus Vinicius                           | Líder                           | Wanessa                              | MC Bin Laden                | Matteus                             | Davi                         | Alane                        | Eliminada (Dia 72)                    | Eliminada (Dia 72)            | Eliminada (Dia 72)         | Eliminada (Dia 72)                | Eliminada (Dia 72)            | Eliminada (Dia 72)                  | Eliminada (Dia 72)           | Eliminada (Dia 72)            | Eliminada (Dia 72)          | 22              |
|                          | Yasmin                   | Ausente                                            | Ausente                                                     |                                                  | Giovanna                                         |                                                        | Lucas Henrique                                         | Luigi                          | Juninho                       | Marcus Vinicius               | Vinícius Davi                     | MC Bin Laden                               | Davi                           |                                        | Isabelle                               |                                        | Giovanna                               | Fernanda                                  | Fernanda                        | MC Bin Laden                         | Alane                       | Matteus                             | Eliminada (Dia 65)           | Eliminada (Dia 65)           | Eliminada (Dia 65)                    | Eliminada (Dia 65)            | Eliminada (Dia 65)         | Eliminada (Dia 65)                | Eliminada (Dia 65)            | Eliminada (Dia 65)                  | Eliminada (Dia 65)           | Eliminada (Dia 65)            | Eliminada (Dia 65)          | 11              |
|                          | Michel                   | Indicado                                           | Indicado                                                    | Indicado                                         | Indicado                                         | Indicado                                               | Indicado                                               | Pitel                          | Pitel                         | Nizam                         | Juninho Fernanda                  | Lucas Henrique                             | Alane                          |                                        | Juninho                                |                                        | Isabelle                               | Marcus Vinicius                           | Davi                            | MC Bin Laden                         | MC Bin Laden                | Eliminado (Dia 58)                  | Eliminado (Dia 58)           | Eliminado (Dia 58)           | Eliminado (Dia 58)                    | Eliminado (Dia 58)            | Eliminado (Dia 58)         | Eliminado (Dia 58)                | Eliminado (Dia 58)            | Eliminado (Dia 58)                  | Eliminado (Dia 58)           | Eliminado (Dia 58)            | Eliminado (Dia 58)          | 6               |
|                          | Wanessa                  | Ausente                                            | Ausente                                                     |                                                  | Raquele                                          |                                                        | Juninho                                                | Lucas Henrique                 | Juninho                       | Davi                          | Vinícius Fernanda                 | Luigi                                      | Davi                           |                                        | MC Bin Laden                           |                                        | Raquele                                | Fernanda                                  | Fernanda                        | MC Bin Laden                         | Expulsa (Dia 55)            | Expulsa (Dia 55)                    | Expulsa (Dia 55)             | Expulsa (Dia 55)             | Expulsa (Dia 55)                      | Expulsa (Dia 55)              | Expulsa (Dia 55)           | Expulsa (Dia 55)                  | Expulsa (Dia 55)              | Expulsa (Dia 55)                    | Expulsa (Dia 55)             | Expulsa (Dia 55)              | Expulsa (Dia 55)            | 7               |
|                          | Rodriguinho              | Ausente                                            | Ausente                                                     |                                                  | Thalyta                                          |                                                        | Michel                                                 | Thalyta                        | Juninho                       | Davi                          | Raquele Davi                      | Líder                                      | Davi                           |                                        | Isabelle                               |                                        | Marcus Vinicius                        | Marcus Vinicius                           | Davi                            | Davi                                 | Eliminado (Dia 51)          | Eliminado (Dia 51)                  | Eliminado (Dia 51)           | Eliminado (Dia 51)           | Eliminado (Dia 51)                    | Eliminado (Dia 51)            | Eliminado (Dia 51)         | Eliminado (Dia 51)                | Eliminado (Dia 51)            | Eliminado (Dia 51)                  | Eliminado (Dia 51)           | Eliminado (Dia 51)            | Eliminado (Dia 51)          | 6               |
|                          | Deniziane                | Ausente                                            | Ausente                                                     |                                                  | Raquele                                          |                                                        | Juninho                                                | Líder                          | Raquele                       | Raquele                       | Vinícius Nizam                    | Vinícius                                   | Giovanna                       |                                        | Juninho                                |                                        | Isabelle                               | Fernanda                                  | Fernanda                        | Eliminada (Dia 44)                   | Eliminada (Dia 44)          | Eliminada (Dia 44)                  | Eliminada (Dia 44)           | Eliminada (Dia 44)           | Eliminada (Dia 44)                    | Eliminada (Dia 44)            | Eliminada (Dia 44)         | Eliminada (Dia 44)                | Eliminada (Dia 44)            | Eliminada (Dia 44)                  | Eliminada (Dia 44)           | Eliminada (Dia 44)            | Eliminada (Dia 44)          | 4               |
|                          | Marcus Vinicius          | Ausente                                            | Ausente                                                     |                                                  | Raquele                                          |                                                        | Juninho                                                | MC Bin Laden                   | Pitel                         | Pizane                        | Vinícius Raquele                  | Vinícius                                   | Davi                           |                                        | Raquele                                |                                        | Giovanna                               | Fernanda                                  | Eliminado (Dia 37)              | Eliminado (Dia 37)                   | Eliminado (Dia 37)          | Eliminado (Dia 37)                  | Eliminado (Dia 37)           | Eliminado (Dia 37)           | Eliminado (Dia 37)                    | Eliminado (Dia 37)            | Eliminado (Dia 37)         | Eliminado (Dia 37)                | Eliminado (Dia 37)            | Eliminado (Dia 37)                  | Eliminado (Dia 37)           | Eliminado (Dia 37)            | Eliminado (Dia 37)          | 21              |
|                          | Juninho                  | Indicado                                           | Indicado                                                    | Indicado                                         | Indicado                                         | Indicado                                               | Indicado                                               | Yasmin                         | Deniziane                     | Davi                          | Marcus Vinicius Giovanna          | Giovanna                                   | Davi                           |                                        | Alane                                  |                                        | Marcus Vinicius                        | Eliminado (Dia 30)                        | Eliminado (Dia 30)              | Eliminado (Dia 30)                   | Eliminado (Dia 30)          | Eliminado (Dia 30)                  | Eliminado (Dia 30)           | Eliminado (Dia 30)           | Eliminado (Dia 30)                    | Eliminado (Dia 30)            | Eliminado (Dia 30)         | Eliminado (Dia 30)                | Eliminado (Dia 30)            | Eliminado (Dia 30)                  | Eliminado (Dia 30)           | Eliminado (Dia 30)            | Eliminado (Dia 30)          | 18              |
|                          | Luigi                    | Ausente                                            | Ausente                                                     |                                                  | Giovanna                                         |                                                        | Lucas Henrique                                         | Yasmin                         | Juninho                       | Davi                          | Davi Beatriz                      | Davi                                       | Davi                           | Eliminado (Dia 23)                     | Eliminado (Dia 23)                     | Eliminado (Dia 23)                     | Eliminado (Dia 23)                     | Eliminado (Dia 23)                        | Eliminado (Dia 23)              | Eliminado (Dia 23)                   | Eliminado (Dia 23)          | Eliminado (Dia 23)                  | Eliminado (Dia 23)           | Eliminado (Dia 23)           | Eliminado (Dia 23)                    | Eliminado (Dia 23)            | Eliminado (Dia 23)         | Eliminado (Dia 23)                | Eliminado (Dia 23)            | Eliminado (Dia 23)                  | Eliminado (Dia 23)           | Eliminado (Dia 23)            | Eliminado (Dia 23)          | 6               |
|                          | Vinícius                 | Ausente                                            | Ausente                                                     |                                                  | Giovanna                                         |                                                        | Lucas Henrique                                         | Giovanna                       | Marcus Vinicius               | Michel                        | Alane Marcus Vinicius             | Marcus Vinicius                            | Eliminado (Dia 16)             | Eliminado (Dia 16)                     | Eliminado (Dia 16)                     | Eliminado (Dia 16)                     | Eliminado (Dia 16)                     | Eliminado (Dia 16)                        | Eliminado (Dia 16)              | Eliminado (Dia 16)                   | Eliminado (Dia 16)          | Eliminado (Dia 16)                  | Eliminado (Dia 16)           | Eliminado (Dia 16)           | Eliminado (Dia 16)                    | Eliminado (Dia 16)            | Eliminado (Dia 16)         | Eliminado (Dia 16)                | Eliminado (Dia 16)            | Eliminado (Dia 16)                  | Eliminado (Dia 16)           | Eliminado (Dia 16)            | Eliminado (Dia 16)          | 9               |
|                          | Nizam                    | Ausente                                            | Ausente                                                     |                                                  | Thalyta                                          |                                                        | Michel                                                 | Yasmin                         | Raquele                       | Davi                          | Isabelle Raquele                  | Eliminado (Dia 14)                         | Eliminado (Dia 14)             | Eliminado (Dia 14)                     | Eliminado (Dia 14)                     | Eliminado (Dia 14)                     | Eliminado (Dia 14)                     | Eliminado (Dia 14)                        | Eliminado (Dia 14)              | Eliminado (Dia 14)                   | Eliminado (Dia 14)          | Eliminado (Dia 14)                  | Eliminado (Dia 14)           | Eliminado (Dia 14)           | Eliminado (Dia 14)                    | Eliminado (Dia 14)            | Eliminado (Dia 14)         | Eliminado (Dia 14)                | Eliminado (Dia 14)            | Eliminado (Dia 14)                  | Eliminado (Dia 14)           | Eliminado (Dia 14)            | Eliminado (Dia 14)          | 11              |
|                          | Vanessa Lopes            | Ausente                                            | Ausente                                                     |                                                  | Giovanna                                         |                                                        | Lucas Henrique                                         | Raquele                        | Thalyta                       | Alane                         | Desistente (Dia 12)               | Desistente (Dia 12)                        | Desistente (Dia 12)            | Desistente (Dia 12)                    | Desistente (Dia 12)                    | Desistente (Dia 12)                    | Desistente (Dia 12)                    | Desistente (Dia 12)                       | Desistente (Dia 12)             | Desistente (Dia 12)                  | Desistente (Dia 12)         | Desistente (Dia 12)                 | Desistente (Dia 12)          | Desistente (Dia 12)          | Desistente (Dia 12)                   | Desistente (Dia 12)           | Desistente (Dia 12)        | Desistente (Dia 12)               | Desistente (Dia 12)           | Desistente (Dia 12)                 | Desistente (Dia 12)          | Desistente (Dia 12)           | Desistente (Dia 12)         | 0               |
|                          | Pizane                   | Ausente                                            | Ausente                                                     |                                                  | Thalyta                                          |                                                        | Michel                                                 | Raquele                        | Raquele                       | Alane                         | Eliminado (Dia 9)                 | Eliminado (Dia 9)                          | Eliminado (Dia 9)              | Eliminado (Dia 9)                      | Eliminado (Dia 9)                      | Eliminado (Dia 9)                      | Eliminado (Dia 9)                      | Eliminado (Dia 9)                         | Eliminado (Dia 9)               | Eliminado (Dia 9)                    | Eliminado (Dia 9)           | Eliminado (Dia 9)                   | Eliminado (Dia 9)            | Eliminado (Dia 9)            | Eliminado (Dia 9)                     | Eliminado (Dia 9)             | Eliminado (Dia 9)          | Eliminado (Dia 9)                 | Eliminado (Dia 9)             | Eliminado (Dia 9)                   | Eliminado (Dia 9)            | Eliminado (Dia 9)             | Eliminado (Dia 9)           | 5               |
|                          | Thalyta                  | Indicada                                           | Indicada                                                    | Indicada                                         | Indicada                                         | Indicada                                               | Indicada                                               | Pitel                          | Juninho                       | Eliminada (Dia 7)             | Eliminada (Dia 7)                 | Eliminada (Dia 7)                          | Eliminada (Dia 7)              | Eliminada (Dia 7)                      | Eliminada (Dia 7)                      | Eliminada (Dia 7)                      | Eliminada (Dia 7)                      | Eliminada (Dia 7)                         | Eliminada (Dia 7)               | Eliminada (Dia 7)                    | Eliminada (Dia 7)           | Eliminada (Dia 7)                   | Eliminada (Dia 7)            | Eliminada (Dia 7)            | Eliminada (Dia 7)                     | Eliminada (Dia 7)             | Eliminada (Dia 7)          | Eliminada (Dia 7)                 | Eliminada (Dia 7)             | Eliminada (Dia 7)                   | Eliminada (Dia 7)            | Eliminada (Dia 7)             | Eliminada (Dia 7)           | 3               |
|                          | Maycon                   | Ausente                                            | Ausente                                                     |                                                  | Giovanna                                         |                                                        | Lucas Henrique                                         | Yasmin                         | Eliminado (Dia 4)             | Eliminado (Dia 4)             | Eliminado (Dia 4)                 | Eliminado (Dia 4)                          | Eliminado (Dia 4)              | Eliminado (Dia 4)                      | Eliminado (Dia 4)                      | Eliminado (Dia 4)                      | Eliminado (Dia 4)                      | Eliminado (Dia 4)                         | Eliminado (Dia 4)               | Eliminado (Dia 4)                    | Eliminado (Dia 4)           | Eliminado (Dia 4)                   | Eliminado (Dia 4)            | Eliminado (Dia 4)            | Eliminado (Dia 4)                     | Eliminado (Dia 4)             | Eliminado (Dia 4)          | Eliminado (Dia 4)                 | Eliminado (Dia 4)             | Eliminado (Dia 4)                   | Eliminado (Dia 4)            | Eliminado (Dia 4)             | Eliminado (Dia 4)           | 1               |
|                          | Caio                     | Indicado                                           | Indicado                                                    | Indicado                                         | Indicado                                         | Indicado                                               | Indicado                                               | Eliminado (Dia 1)              | Eliminado (Dia 1)             | Eliminado (Dia 1)             | Eliminado (Dia 1)                 | Eliminado (Dia 1)                          | Eliminado (Dia 1)              | Eliminado (Dia 1)                      | Eliminado (Dia 1)                      | Eliminado (Dia 1)                      | Eliminado (Dia 1)                      | Eliminado (Dia 1)                         | Eliminado (Dia 1)               | Eliminado (Dia 1)                    | Eliminado (Dia 1)           | Eliminado (Dia 1)                   | Eliminado (Dia 1)            | Eliminado (Dia 1)            | Eliminado (Dia 1)                     | Eliminado (Dia 1)             | Eliminado (Dia 1)          | Eliminado (Dia 1)                 | Eliminado (Dia 1)             | Eliminado (Dia 1)                   | Eliminado (Dia 1)            | Eliminado (Dia 1)             | Eliminado (Dia 1)           | —               |
|                          | Carolina                 | Indicada                                           | Indicada                                                    | Indicada                                         | Indicada                                         | Indicada                                               | Indicada                                               | Eliminada (Dia 1)              | Eliminada (Dia 1)             | Eliminada (Dia 1)             | Eliminada (Dia 1)                 | Eliminada (Dia 1)                          | Eliminada (Dia 1)              | Eliminada (Dia 1)                      | Eliminada (Dia 1)                      | Eliminada (Dia 1)                      | Eliminada (Dia 1)                      | Eliminada (Dia 1)                         | Eliminada (Dia 1)               | Eliminada (Dia 1)                    | Eliminada (Dia 1)           | Eliminada (Dia 1)                   | Eliminada (Dia 1)            | Eliminada (Dia 1)            | Eliminada (Dia 1)                     | Eliminada (Dia 1)             | Eliminada (Dia 1)          | Eliminada (Dia 1)                 | Eliminada (Dia 1)             | Eliminada (Dia 1)                   | Eliminada (Dia 1)            | Eliminada (Dia 1)             | Eliminada (Dia 1)           | —               |
|                          | Jorge Mateus             | Indicado                                           | Indicado                                                    | Indicado                                         | Indicado                                         | Indicado                                               | Indicado                                               | Eliminado (Dia 1)              | Eliminado (Dia 1)             | Eliminado (Dia 1)             | Eliminado (Dia 1)                 | Eliminado (Dia 1)                          | Eliminado (Dia 1)              | Eliminado (Dia 1)                      | Eliminado (Dia 1)                      | Eliminado (Dia 1)                      | Eliminado (Dia 1)                      | Eliminado (Dia 1)                         | Eliminado (Dia 1)               | Eliminado (Dia 1)                    | Eliminado (Dia 1)           | Eliminado (Dia 1)                   | Eliminado (Dia 1)            | Eliminado (Dia 1)            | Eliminado (Dia 1)                     | Eliminado (Dia 1)             | Eliminado (Dia 1)          | Eliminado (Dia 1)                 | Eliminado (Dia 1)             | Eliminado (Dia 1)                   | Eliminado (Dia 1)            | Eliminado (Dia 1)             | Eliminado (Dia 1)           | —               |
|                          | Juliana                  | Indicada                                           | Indicada                                                    | Indicada                                         | Indicada                                         | Indicada                                               | Indicada                                               | Eliminada (Dia 1)              | Eliminada (Dia 1)             | Eliminada (Dia 1)             | Eliminada (Dia 1)                 | Eliminada (Dia 1)                          | Eliminada (Dia 1)              | Eliminada (Dia 1)                      | Eliminada (Dia 1)                      | Eliminada (Dia 1)                      | Eliminada (Dia 1)                      | Eliminada (Dia 1)                         | Eliminada (Dia 1)               | Eliminada (Dia 1)                    | Eliminada (Dia 1)           | Eliminada (Dia 1)                   | Eliminada (Dia 1)            | Eliminada (Dia 1)            | Eliminada (Dia 1)                     | Eliminada (Dia 1)             | Eliminada (Dia 1)          | Eliminada (Dia 1)                 | Eliminada (Dia 1)             | Eliminada (Dia 1)                   | Eliminada (Dia 1)            | Eliminada (Dia 1)             | Eliminada (Dia 1)           | —               |
|                          | Plínio                   | Indicado                                           | Indicado                                                    | Indicado                                         | Indicado                                         | Indicado                                               | Indicado                                               | Eliminado (Dia 1)              | Eliminado (Dia 1)             | Eliminado (Dia 1)             | Eliminado (Dia 1)                 | Eliminado (Dia 1)                          | Eliminado (Dia 1)              | Eliminado (Dia 1)                      | Eliminado (Dia 1)                      | Eliminado (Dia 1)                      | Eliminado (Dia 1)                      | Eliminado (Dia 1)                         | Eliminado (Dia 1)               | Eliminado (Dia 1)                    | Eliminado (Dia 1)           | Eliminado (Dia 1)                   | Eliminado (Dia 1)            | Eliminado (Dia 1)            | Eliminado (Dia 1)                     | Eliminado (Dia 1)             | Eliminado (Dia 1)          | Eliminado (Dia 1)                 | Eliminado (Dia 1)             | Eliminado (Dia 1)                   | Eliminado (Dia 1)            | Eliminado (Dia 1)             | Eliminado (Dia 1)           | —               |
|                          |                          |                                                    |                                                             |                                                  |                                                  |                                                        |                                                        |                                |                               |                               |                                   |                                            |                                |                                        |                                        |                                        |                                        |                                           |                                 |                                      |                             |                                     |                              |                              |                                       |                               |                            |                                   |                               |                                     |                              |                               |                             |                 |
| Notas                    | Notas                    | 1                                                  | 1                                                           | 2                                                | 2                                                | 2                                                      | 2                                                      | 3                              | 4, 5                          | 6, 7                          | 8, 9, 10                          | 11, 12, 13                                 | 14, 15, 16                     | 17, 18, 19                             | 17, 18, 19                             | 17, 18, 19                             | 17, 18, 19                             | 20, 21                                    | 22, 23, 24                      | 25, 26, 27, 28                       | 29, 30, 31, 32, 33          | 34, 35, 36, 37                      | 38, 39, 40, 41               | 38, 39, 40, 41               | 42, 43, 44                            | 45, 46                        | 47, 48                     | 49                                | 50, 51                        | 52, 53                              | 54, 55                       | 56, 57                        | 58                          |                 |
| Desistente               | Desistente               | (nenhum)                                           | (nenhum)                                                    | (nenhum)                                         | (nenhum)                                         | (nenhum)                                               | (nenhum)                                               | (nenhum)                       | (nenhum)                      | (nenhum)                      | Vanessa Lopes                     | (nenhum)                                   | (nenhum)                       | (nenhum)                               | (nenhum)                               | (nenhum)                               | (nenhum)                               | (nenhum)                                  | (nenhum)                        | (nenhum)                             | (nenhum)                    | (nenhum)                            | (nenhum)                     | (nenhum)                     | (nenhum)                              | (nenhum)                      | (nenhum)                   | (nenhum)                          | (nenhum)                      | (nenhum)                            | (nenhum)                     | (nenhum)                      | (nenhum)                    |                 |
| Expulso                  | Expulso                  | (nenhum)                                           | (nenhum)                                                    | (nenhum)                                         | (nenhum)                                         | (nenhum)                                               | (nenhum)                                               | (nenhum)                       | (nenhum)                      | (nenhum)                      | (nenhum)                          | (nenhum)                                   | (nenhum)                       | (nenhum)                               | (nenhum)                               | (nenhum)                               | (nenhum)                               | (nenhum)                                  | (nenhum)                        | (nenhum)                             | Wanessa                     | (nenhum)                            | (nenhum)                     | (nenhum)                     | (nenhum)                              | (nenhum)                      | (nenhum)                   | (nenhum)                          | (nenhum)                      | (nenhum)                            | (nenhum)                     | (nenhum)                      | (nenhum)                    |                 |
| Paredão                  | Paredão                  | Carolina Giovanna Isabelle Juliana Raquele Thalyta | Caio Davi Jorge Mateus Juninho Lucas Henrique Michel Plínio | Carolina Giovanna Juliana Raquele Thalyta        | Carolina Giovanna Juliana Raquele Thalyta        | Caio Jorge Mateus Juninho Lucas Henrique Michel Plínio | Caio Jorge Mateus Juninho Lucas Henrique Michel Plínio | Giovanna Maycon Yasmin         | Davi Juninho Thalyta          | Beatriz Davi Pizane           | Nizam Pitel Raquele               | Alane Luigi Marcus Vinicius Pitel Vinícius | Alane Isabelle Juninho Luigi   | Alane Beatriz Isabelle Juninho         | Alane Beatriz Isabelle Juninho         | Alane Beatriz Isabelle Juninho         | Alane Beatriz Isabelle Juninho         | Davi Isabelle Marcus Vinicius             | Deniziane Fernanda Matteus      | Fernanda Lucas Henrique Rodriguinho  | Alane Davi Michel           | Isabelle Lucas Henrique Yasmin      | Alane Beatriz Raquele        | Alane Beatriz Raquele        | Davi Leidy Elin Matteus MC Bin Laden  | Beatriz Fernanda Giovanna     | Alane Beatriz Pitel        | Davi MC Bin Laden                 | Alane Davi Giovanna           | Alane Isabelle Lucas Henrique       | Beatriz Davi Isabelle        | Alane Isabelle Matteus        | Davi Isabelle Matteus       |                 |
| Eliminado                | Eliminado                | Isabelle 60,22% para entrar                        | Davi 60,94% para entrar                                     | Carolina Não escolhida para entrar               | Carolina Não escolhida para entrar               | Caio Não escolhido para entrar                         | Caio Não escolhido para entrar                         | Maycon 8,46% para continuar    | Thalyta 22,71% para continuar | Pizane 8,35% para continuar   | Nizam 17,14% para continuar       | Vinícius 9,92% para continuar              | Luigi 7,29% para continuar     | Juninho 60,35% para eliminar           | Juninho 60,35% para eliminar           | Juninho 60,35% para eliminar           | Juninho 60,35% para eliminar           | Marcus Vinicius 84,86% para eliminar      | Deniziane 52,02% para eliminar  | Rodriguinho 78,23% para eliminar     | Michel 70,33% para eliminar | Yasmin 80,76% para eliminar         | Raquele 87,14% para eliminar | Raquele 87,14% para eliminar | Leidy Elin 88,33% para eliminar       | Fernanda 57,09% para eliminar | Pitel 82% para eliminar    | MC Bin Laden 80,34% para eliminar | Giovanna 75,35% para eliminar | Lucas Henrique 64,69% para eliminar | Beatriz 82,61% para eliminar | Alane 51,11% para eliminar    | Isabelle 14,98% para vencer |                 |
| Eliminado                | Eliminado                | Isabelle 60,22% para entrar                        | Davi 60,94% para entrar                                     | Carolina Não escolhida para entrar               | Carolina Não escolhida para entrar               | Jorge Mateus Não escolhido para entrar                 |                                                        | Maycon 8,46% para continuar    | Thalyta 22,71% para continuar | Pizane 8,35% para continuar   | Nizam 17,14% para continuar       | Vinícius 9,92% para continuar              | Luigi 7,29% para continuar     | Juninho 60,35% para eliminar           | Juninho 60,35% para eliminar           | Juninho 60,35% para eliminar           | Juninho 60,35% para eliminar           | Marcus Vinicius 84,86% para eliminar      | Deniziane 52,02% para eliminar  | Rodriguinho 78,23% para eliminar     | Michel 70,33% para eliminar | Yasmin 80,76% para eliminar         | Raquele 87,14% para eliminar | Raquele 87,14% para eliminar | Leidy Elin 88,33% para eliminar       | Fernanda 57,09% para eliminar | Pitel 82% para eliminar    | MC Bin Laden 80,34% para eliminar | Giovanna 75,35% para eliminar | Lucas Henrique 64,69% para eliminar | Beatriz 82,61% para eliminar | Alane 51,11% para eliminar    | Isabelle 14,98% para vencer |                 |
| Eliminado                | Eliminado                | Isabelle 60,22% para entrar                        | Davi 60,94% para entrar                                     | Juliana Não escolhida para entrar                | Juliana Não escolhida para entrar                | Matteus 24,50% para vencer                             |                                                        | Maycon 8,46% para continuar    | Thalyta 22,71% para continuar | Pizane 8,35% para continuar   | Nizam 17,14% para continuar       | Vinícius 9,92% para continuar              | Luigi 7,29% para continuar     | Juninho 60,35% para eliminar           | Juninho 60,35% para eliminar           | Juninho 60,35% para eliminar           | Juninho 60,35% para eliminar           | Marcus Vinicius 84,86% para eliminar      | Deniziane 52,02% para eliminar  | Rodriguinho 78,23% para eliminar     | Michel 70,33% para eliminar | Yasmin 80,76% para eliminar         | Raquele 87,14% para eliminar | Raquele 87,14% para eliminar | Leidy Elin 88,33% para eliminar       | Fernanda 57,09% para eliminar | Pitel 82% para eliminar    | MC Bin Laden 80,34% para eliminar | Giovanna 75,35% para eliminar | Lucas Henrique 64,69% para eliminar | Beatriz 82,61% para eliminar | Alane 51,11% para eliminar    |                             |                 |
| Eliminado                | Eliminado                | Isabelle 60,22% para entrar                        | Davi 60,94% para entrar                                     | Juliana Não escolhida para entrar                | Juliana Não escolhida para entrar                | Matteus 24,50% para vencer                             | Plínio Não escolhido para entrar                       | Maycon 8,46% para continuar    | Thalyta 22,71% para continuar | Pizane 8,35% para continuar   | Nizam 17,14% para continuar       | Vinícius 9,92% para continuar              | Luigi 7,29% para continuar     | Juninho 60,35% para eliminar           | Juninho 60,35% para eliminar           | Juninho 60,35% para eliminar           | Juninho 60,35% para eliminar           | Marcus Vinicius 84,86% para eliminar      | Deniziane 52,02% para eliminar  | Rodriguinho 78,23% para eliminar     | Michel 70,33% para eliminar | Yasmin 80,76% para eliminar         | Raquele 87,14% para eliminar | Raquele 87,14% para eliminar | Leidy Elin 88,33% para eliminar       | Fernanda 57,09% para eliminar | Pitel 82% para eliminar    | MC Bin Laden 80,34% para eliminar | Giovanna 75,35% para eliminar | Lucas Henrique 64,69% para eliminar | Beatriz 82,61% para eliminar | Alane 51,11% para eliminar    |                             |                 |
| Outras %                 | Outras %                 | Raquele 14,74% para entrar                         | Plínio 9,26% para entrar                                    | Giovanna Escolhida pelo Grupo Cinza para entrar  | Giovanna Escolhida pelo Grupo Cinza para entrar  | Lucas Henrique Escolhido pelo Grupo Cinza para entrar  | Lucas Henrique Escolhido pelo Grupo Cinza para entrar  | Giovanna 42,20% para continuar | Juninho 25,14% para continuar | Beatriz 28,44% para continuar | Pitel 37,49% para continuar       | Luigi 12,52% para continuar                | Juninho 12,14% para continuar  | Alane 36,64% para eliminar             | Alane 36,64% para eliminar             | Alane 36,64% para eliminar             | Alane 36,64% para eliminar             | Davi 12,07% para eliminar                 | Fernanda 47,16% para eliminar   | Lucas Henrique 14,82% para eliminar  | Davi 28,73% para eliminar   | Lucas Henrique 16,84% para eliminar | Alane 10,94% para eliminar   | Alane 10,94% para eliminar   | Davi 6,76% para eliminar              | Giovanna 37,85% para eliminar | Alane 12,38% para eliminar | Davi 19,66% para eliminar         | Alane 20,06% para eliminar    | Alane 32,08% para eliminar          | Isabelle 9,86% para eliminar | Isabelle 46,66% para eliminar | Davi 60,52% para vencer     |                 |
| Outras %                 | Outras %                 | Raquele 14,74% para entrar                         | Caio 6,97% para entrar                                      | Giovanna Escolhida pelo Grupo Cinza para entrar  | Giovanna Escolhida pelo Grupo Cinza para entrar  | Lucas Henrique Escolhido pelo Grupo Cinza para entrar  | Lucas Henrique Escolhido pelo Grupo Cinza para entrar  | Giovanna 42,20% para continuar | Juninho 25,14% para continuar | Beatriz 28,44% para continuar | Pitel 37,49% para continuar       | Luigi 12,52% para continuar                | Juninho 12,14% para continuar  | Alane 36,64% para eliminar             | Alane 36,64% para eliminar             | Alane 36,64% para eliminar             | Alane 36,64% para eliminar             | Davi 12,07% para eliminar                 | Fernanda 47,16% para eliminar   | Lucas Henrique 14,82% para eliminar  | Davi 28,73% para eliminar   | Lucas Henrique 16,84% para eliminar | Alane 10,94% para eliminar   | Alane 10,94% para eliminar   | Davi 6,76% para eliminar              | Giovanna 37,85% para eliminar | Alane 12,38% para eliminar | Davi 19,66% para eliminar         | Alane 20,06% para eliminar    | Alane 32,08% para eliminar          | Isabelle 9,86% para eliminar | Isabelle 46,66% para eliminar | Davi 60,52% para vencer     |                 |
| Outras %                 | Outras %                 | Giovanna 8,19% para entrar                         |                                                             | Giovanna Escolhida pelo Grupo Cinza para entrar  | Giovanna Escolhida pelo Grupo Cinza para entrar  | Lucas Henrique Escolhido pelo Grupo Cinza para entrar  | Lucas Henrique Escolhido pelo Grupo Cinza para entrar  | Giovanna 42,20% para continuar | Juninho 25,14% para continuar | Beatriz 28,44% para continuar | Pitel 37,49% para continuar       | Luigi 12,52% para continuar                | Juninho 12,14% para continuar  | Alane 36,64% para eliminar             | Alane 36,64% para eliminar             | Alane 36,64% para eliminar             | Alane 36,64% para eliminar             | Davi 12,07% para eliminar                 | Fernanda 47,16% para eliminar   | Lucas Henrique 14,82% para eliminar  | Davi 28,73% para eliminar   | Lucas Henrique 16,84% para eliminar | Alane 10,94% para eliminar   | Alane 10,94% para eliminar   | Davi 6,76% para eliminar              | Giovanna 37,85% para eliminar | Alane 12,38% para eliminar | Davi 19,66% para eliminar         | Alane 20,06% para eliminar    | Alane 32,08% para eliminar          | Isabelle 9,86% para eliminar | Isabelle 46,66% para eliminar | Davi 60,52% para vencer     |                 |
| Outras %                 | Outras %                 | Pitel 15,96% para continuar                        |                                                             | Giovanna Escolhida pelo Grupo Cinza para entrar  | Giovanna Escolhida pelo Grupo Cinza para entrar  | Lucas Henrique Escolhido pelo Grupo Cinza para entrar  | Lucas Henrique Escolhido pelo Grupo Cinza para entrar  | Giovanna 42,20% para continuar | Juninho 25,14% para continuar | Beatriz 28,44% para continuar | Pitel 37,49% para continuar       |                                            | Juninho 12,14% para continuar  | Alane 36,64% para eliminar             | Alane 36,64% para eliminar             | Alane 36,64% para eliminar             | Alane 36,64% para eliminar             | Davi 12,07% para eliminar                 | Fernanda 47,16% para eliminar   | Lucas Henrique 14,82% para eliminar  | Davi 28,73% para eliminar   | Lucas Henrique 16,84% para eliminar | Alane 10,94% para eliminar   | Alane 10,94% para eliminar   | Davi 6,76% para eliminar              | Giovanna 37,85% para eliminar | Alane 12,38% para eliminar | Davi 19,66% para eliminar         | Alane 20,06% para eliminar    | Alane 32,08% para eliminar          | Isabelle 9,86% para eliminar | Isabelle 46,66% para eliminar | Davi 60,52% para vencer     |                 |
| Outras %                 | Outras %                 | Michel 6,80% para entrar                           | Thalyta Escolhida pelo Grupo Marrom para entrar             | Thalyta Escolhida pelo Grupo Marrom para entrar  | Michel Escolhido pelo Grupo Marrom para entrar   | Michel Escolhido pelo Grupo Marrom para entrar         | Alane 19,55% para continuar                            | Giovanna 42,20% para continuar | Juninho 25,14% para continuar | Beatriz 28,44% para continuar | Pitel 37,49% para continuar       | Beatriz 1,95% para eliminar                | Beatriz 1,95% para eliminar    | Beatriz 1,95% para eliminar            | Beatriz 1,95% para eliminar            | MC Bin Laden 3,84% para eliminar       |                                        | Davi 12,07% para eliminar                 | Fernanda 47,16% para eliminar   | Lucas Henrique 14,82% para eliminar  | Davi 28,73% para eliminar   | Lucas Henrique 16,84% para eliminar | Alane 10,94% para eliminar   | Alane 10,94% para eliminar   |                                       | Giovanna 37,85% para eliminar | Alane 12,38% para eliminar | Davi 19,66% para eliminar         | Alane 20,06% para eliminar    | Alane 32,08% para eliminar          | Isabelle 9,86% para eliminar | Isabelle 46,66% para eliminar | Davi 60,52% para vencer     |                 |
| Outras %                 | Outras %                 | Michel 6,80% para entrar                           | Thalyta Escolhida pelo Grupo Marrom para entrar             | Thalyta Escolhida pelo Grupo Marrom para entrar  | Michel Escolhido pelo Grupo Marrom para entrar   | Michel Escolhido pelo Grupo Marrom para entrar         | Alane 19,55% para continuar                            | Giovanna 42,20% para continuar | Juninho 25,14% para continuar | Beatriz 28,44% para continuar | Pitel 37,49% para continuar       | Beatriz 1,95% para eliminar                | Beatriz 1,95% para eliminar    | Beatriz 1,95% para eliminar            | Beatriz 1,95% para eliminar            | MC Bin Laden 3,84% para eliminar       | Thalyta 6,34% para entrar              | Davi 12,07% para eliminar                 | Fernanda 47,16% para eliminar   | Lucas Henrique 14,82% para eliminar  | Davi 28,73% para eliminar   | Lucas Henrique 16,84% para eliminar | Alane 10,94% para eliminar   | Alane 10,94% para eliminar   |                                       | Giovanna 37,85% para eliminar | Alane 12,38% para eliminar | Davi 19,66% para eliminar         | Alane 20,06% para eliminar    | Alane 32,08% para eliminar          | Isabelle 9,86% para eliminar | Isabelle 46,66% para eliminar | Davi 60,52% para vencer     |                 |
| Outras %                 | Outras %                 | Jorge Mateus 6,58% para entrar                     | Thalyta Escolhida pelo Grupo Marrom para entrar             | Thalyta Escolhida pelo Grupo Marrom para entrar  | Michel Escolhido pelo Grupo Marrom para entrar   | Michel Escolhido pelo Grupo Marrom para entrar         | Alane 19,55% para continuar                            | Yasmin 49,34% para continuar   | Davi 52,15% para continuar    | Davi 63,21% para continuar    | Raquele 45,37% para continuar     | Beatriz 1,95% para eliminar                | Beatriz 1,95% para eliminar    | Beatriz 1,95% para eliminar            | Beatriz 1,95% para eliminar            | MC Bin Laden 3,84% para eliminar       | Marcus Vinicius 20,75% para continuar  | Isabelle 3,07% para eliminar              | Matteus 0,82% para eliminar     | Fernanda 6,95% para eliminar         | Alane 0,94% para eliminar   | Isabelle 2,40% para eliminar        | Beatriz 1,92% para eliminar  | Beatriz 1,92% para eliminar  | Beatriz 5,06% para eliminar           | Beatriz 5,62% para eliminar   | Davi 4,59% para eliminar   | Davi 19,66% para eliminar         | Isabelle 3,23% para eliminar  | Davi 7,53% para eliminar            | Matteus 2,23% para eliminar  |                               | Davi 60,52% para vencer     |                 |
| Outras %                 | Outras %                 | Jorge Mateus 6,58% para entrar                     | Thalyta Escolhida pelo Grupo Marrom para entrar             | Thalyta Escolhida pelo Grupo Marrom para entrar  | Michel Escolhido pelo Grupo Marrom para entrar   | Michel Escolhido pelo Grupo Marrom para entrar         | Alane 19,55% para continuar                            | Yasmin 49,34% para continuar   | Davi 52,15% para continuar    | Davi 63,21% para continuar    | Raquele 45,37% para continuar     | Beatriz 1,95% para eliminar                | Beatriz 1,95% para eliminar    | Beatriz 1,95% para eliminar            | Beatriz 1,95% para eliminar            | MC Bin Laden 3,84% para eliminar       | Marcus Vinicius 20,75% para continuar  | Isabelle 3,07% para eliminar              | Matteus 0,82% para eliminar     | Fernanda 6,95% para eliminar         | Alane 0,94% para eliminar   | Isabelle 2,40% para eliminar        | Beatriz 1,92% para eliminar  | Beatriz 1,92% para eliminar  | Beatriz 5,06% para eliminar           | Beatriz 5,62% para eliminar   | Davi 4,59% para eliminar   | Davi 19,66% para eliminar         | Isabelle 3,23% para eliminar  | Davi 7,53% para eliminar            | Matteus 2,23% para eliminar  | Juliana 5,58% para entrar     | Davi 60,52% para vencer     |                 |
| Outras %                 | Outras %                 | Lucas Henrique 5,68% para entrar                   | Raquele Escolhida pelo Grupo Laranja para entrar            | Raquele Escolhida pelo Grupo Laranja para entrar | Juninho Escolhido pelo Grupo Laranja para entrar | Juninho Escolhido pelo Grupo Laranja para entrar       | Isabelle 61,02% para continuar                         | Yasmin 49,34% para continuar   | Davi 52,15% para continuar    | Davi 63,21% para continuar    | Raquele 45,37% para continuar     | Isabelle 1,06% para eliminar               | Isabelle 1,06% para eliminar   | Isabelle 1,06% para eliminar           | Isabelle 1,06% para eliminar           | Matteus 1,07% para eliminar            | Marcus Vinicius 20,75% para continuar  | Isabelle 3,07% para eliminar              | Matteus 0,82% para eliminar     | Fernanda 6,95% para eliminar         | Alane 0,94% para eliminar   | Isabelle 2,40% para eliminar        | Beatriz 1,92% para eliminar  | Beatriz 1,92% para eliminar  | Beatriz 5,06% para eliminar           | Beatriz 5,62% para eliminar   | Davi 4,59% para eliminar   | Davi 19,66% para eliminar         | Isabelle 3,23% para eliminar  | Davi 7,53% para eliminar            | Matteus 2,23% para eliminar  |                               | Davi 60,52% para vencer     |                 |
| Outras %                 | Outras %                 | Lucas Henrique 5,68% para entrar                   | Raquele Escolhida pelo Grupo Laranja para entrar            | Raquele Escolhida pelo Grupo Laranja para entrar | Juninho Escolhido pelo Grupo Laranja para entrar | Juninho Escolhido pelo Grupo Laranja para entrar       | Isabelle 61,02% para continuar                         | Yasmin 49,34% para continuar   | Davi 52,15% para continuar    | Davi 63,21% para continuar    | Raquele 45,37% para continuar     | Isabelle 1,06% para eliminar               | Isabelle 1,06% para eliminar   | Isabelle 1,06% para eliminar           | Isabelle 1,06% para eliminar           | Matteus 1,07% para eliminar            | Alane 40,85% para continuar            | Isabelle 3,07% para eliminar              | Matteus 0,82% para eliminar     | Fernanda 6,95% para eliminar         | Alane 0,94% para eliminar   | Isabelle 2,40% para eliminar        | Beatriz 1,92% para eliminar  | Beatriz 1,92% para eliminar  | Beatriz 5,06% para eliminar           | Beatriz 5,62% para eliminar   | Davi 4,59% para eliminar   | Davi 19,66% para eliminar         | Isabelle 3,23% para eliminar  | Davi 7,53% para eliminar            | Matteus 2,23% para eliminar  |                               | Davi 60,52% para vencer     |                 |
| Outras %                 | Outras %                 | Lucas Henrique 5,68% para entrar                   | Raquele Escolhida pelo Grupo Laranja para entrar            | Raquele Escolhida pelo Grupo Laranja para entrar | Juninho Escolhido pelo Grupo Laranja para entrar | Juninho Escolhido pelo Grupo Laranja para entrar       | Isabelle 61,02% para continuar                         | Yasmin 49,34% para continuar   | Davi 52,15% para continuar    | Davi 63,21% para continuar    | Raquele 45,37% para continuar     | Isabelle 1,06% para eliminar               | Isabelle 1,06% para eliminar   | Isabelle 1,06% para eliminar           | Isabelle 1,06% para eliminar           | Matteus 1,07% para eliminar            | Carolina 4,93% para entrar             | Isabelle 3,07% para eliminar              | Matteus 0,82% para eliminar     | Fernanda 6,95% para eliminar         | Alane 0,94% para eliminar   | Isabelle 2,40% para eliminar        | Beatriz 1,92% para eliminar  | Beatriz 1,92% para eliminar  | Beatriz 5,06% para eliminar           | Beatriz 5,62% para eliminar   | Davi 4,59% para eliminar   | Davi 19,66% para eliminar         | Isabelle 3,23% para eliminar  | Davi 7,53% para eliminar            | Matteus 2,23% para eliminar  |                               | Davi 60,52% para vencer     |                 |
| Outras %                 | Outras %                 | Juninho 3,77% para entrar                          | Raquele Escolhida pelo Grupo Laranja para entrar            | Raquele Escolhida pelo Grupo Laranja para entrar | Juninho Escolhido pelo Grupo Laranja para entrar | Juninho Escolhido pelo Grupo Laranja para entrar       | Isabelle 61,02% para continuar                         | Yasmin 49,34% para continuar   | Davi 52,15% para continuar    | Davi 63,21% para continuar    | Raquele 45,37% para continuar     | Isabelle 1,06% para eliminar               | Isabelle 1,06% para eliminar   | Isabelle 1,06% para eliminar           | Isabelle 1,06% para eliminar           | Matteus 1,07% para eliminar            |                                        | Isabelle 3,07% para eliminar              | Matteus 0,82% para eliminar     | Fernanda 6,95% para eliminar         | Alane 0,94% para eliminar   | Isabelle 2,40% para eliminar        | Beatriz 1,92% para eliminar  | Beatriz 1,92% para eliminar  | Beatriz 5,06% para eliminar           | Beatriz 5,62% para eliminar   | Davi 4,59% para eliminar   | Davi 19,66% para eliminar         | Isabelle 3,23% para eliminar  | Davi 7,53% para eliminar            | Matteus 2,23% para eliminar  |                               | Davi 60,52% para vencer     |                 |
| Votos                    | Votos                    | 2.511.102                                          | 901.171                                                     | Não houve votação do público                     | Não houve votação do público                     | Não houve votação do público                           | Não houve votação do público                           | 9.253.020                      | 7.892.278                     | 30.611.247                    | 13.999.624                        | 13.314.282                                 | 18.389.444                     | 41.733.976                             | 41.733.976                             | 41.733.976                             | 41.733.976                             | 35.406.748                                | 97.266.884                      | 32.621.700                           | 224.381.203                 | 76.619.055                          | 69.350.565                   | 69.350.565                   | 81.204.870                            | 98.258.688                    | 32.361.426                 | 64.517.342                        | 39.135.506                    | 35.923.570                          | 80.298.386                   | 187.957.364                   | 259.907.556                 |                 |

### Legenda
|  | Grupo Pipoca |  | Grupo Camarote |  | Grupo Puxadinho |

### VIP / Xepa
|                 | Sem 1 | Sem 1 | Sem 1  | Sem 2  | Sem 2  | Sem 31, 2 | Sem 42, 3 | Sem 5 | Sem 6 | Sem 7 | Sem 84, 5 | Sem 84, 5 | Sem 95, 6, 7 | Sem 95, 6, 7 | Sem 10 | Sem 11 | Sem 12 | Sem 12  | Sem 13  | Sem 13  | Sem 13 | Sem 13 | Sem 14   | Sem 14 |  |
| Dia 2           | Dia 4 | Dia 7 | Dia 11 | Dia 14 | Dia 81 | Sem 31, 2 | Sem 42, 3 | Sem 5 | Sem 6 | Sem 7 | Sem 84, 5 | Sem 84, 5 | Sem 95, 6, 7 | Sem 95, 6, 7 | Sem 10 | Sem 11 | Dia 84 | Dia 868 | Dia 868 | Dia 889 | Dia 91 | Dia 93 | Dia 9610 |        |  |
| --------------- | ----- | ----- | ------ | ------ | ------ | --------- | --------- | ----- | ----- | ----- | --------- | --------- | ------------ | ------------ | ------ | ------ | ------ | ------- | ------- | ------- | ------ | ------ | -------- | ------ |  |
| Davi            | Xepa  | Xepa  | Xepa   | VIP    | Xepa   | Xepa      | VIP       | Xepa  | Xepa  | VIP   | Xepa      | TcN       | TcN          | VIP          | Xepa   | Xepa   | Xepa   | Xepa    | Xepa    | TcN     | Xepa   | VIP    | Xepa     | VIP    |  |
| Matteus         | VIP   | VIP   | VIP    | VIP    | Xepa   | Xepa      | Xepa      | Xepa  | Xepa  | VIP   | Xepa      | TcN       | TcN          | VIP          | Xepa   | Xepa   | Xepa   | Xepa    | Xepa    | TcN     | Xepa   | Xepa   | VIP      | VIP    |  |
| Isabelle        | Xepa  | Xepa  | Xepa   | VIP    | Xepa   | Xepa      | Xepa      | Xepa  | VIP   | VIP   | Xepa      | TcN       | TcN          | VIP          | Xepa   | Xepa   | Xepa   | Xepa    | Xepa    | TcN     | Xepa   | VIP    | Xepa     | VIP    |  |
| Alane           | VIP   | Xepa  | Xepa   | VIP    | Xepa   | Xepa      | Xepa      | Xepa  | Xepa  | VIP   | Xepa      | TcN       | TcN          | Xepa         | Xepa   | Xepa   | Xepa   | Xepa    | Xepa    | TcN     | Xepa   | Xepa   | VIP      | VIP    |  |
| Beatriz         | VIP   | Xepa  | Xepa   | Xepa   | Xepa   | Xepa      | Xepa      | Xepa  | Xepa  | VIP   | Xepa      | TcN       | TcN          | VIP          | Xepa   | Xepa   | Xepa   | Xepa    | Xepa    | TcN     | Xepa   | Xepa   | Xepa     |        |  |
| Lucas Henrique  | Xepa  | Xepa  | VIP    | VIP    | VIP    | VIP       | Xepa      | VIP   | Xepa  | Xepa  | VIP       | TcN       | TcN          | Xepa         | VIP    | Xepa   | VIP    | Xepa    | VIP     | TcN     | VIP    | Xepa   |          |        |  |
| Giovanna        | Xepa  | Xepa  | VIP    | Xepa   | Xepa   | Xepa      | VIP       | Xepa  | VIP   | Xepa  | Xepa      | TcN       | TcN          | Xepa         | VIP    | VIP    | Xepa   | VIP     | VIP     | TcN     | VIP    |        |          |        |  |
| MC Bin Laden    | Xepa  | Xepa  | VIP    | Xepa   | VIP    | VIP       | VIP       | VIP   | Xepa  | Xepa  | VIP       | TcN       | TcN          | Xepa         | Xepa   | VIP    | Xepa   | VIP     | Xepa    | TcN     |        |        |          |        |  |
| Pitel           | Xepa  | VIP   | Xepa   | Xepa   | VIP    | Xepa      | VIP       | VIP   | VIP   | Xepa  | Xepa      | TcN       | TcN          | Xepa         | VIP    | Xepa   | VIP    | VIP     |         |         |        |        |          |        |  |
| Fernanda        | Xepa  | VIP   | Xepa   | Xepa   | VIP    | VIP       | VIP       | Xepa  | VIP   | Xepa  | Xepa      | TcN       | TcN          | Xepa         | Xepa   | VIP    | VIP    |         |         |         |        |        |          |        |  |
| Leidy Elin      | VIP   | Xepa  | VIP    | Xepa   | Xepa   | VIP       | Xepa      | VIP   | Xepa  | VIP   | VIP       | TcN       | TcN          | VIP          | Xepa   | VIP    |        |         |         |         |        |        |          |        |  |
| Raquele         | Xepa  | Xepa  | VIP    | Xepa   | Xepa   | VIP       | VIP       | Xepa  | VIP   | Xepa  | Xepa      | TcN       | TcN          | Xepa         | VIP    |        |        |         |         |         |        |        |          |        |  |
| Yasmin          | Xepa  | VIP   | Xepa   | Xepa   | VIP    | Xepa      | Xepa      | VIP   | Xepa  | Xepa  | VIP       | TcN       | TcN          | Xepa         |        |        |        |         |         |         |        |        |          |        |  |
| Michel          | Xepa  | Xepa  | VIP    | Xepa   | Xepa   | Xepa      | VIP       | Xepa  | VIP   | Xepa  | Xepa      |           |              |              |        |        |        |         |         |         |        |        |          |        |  |
| Wanessa         | VIP   | VIP   | Xepa   | Xepa   | VIP    | Xepa      | Xepa      | VIP   | Xepa  | Xepa  | VIP       |           |              |              |        |        |        |         |         |         |        |        |          |        |  |
| Rodriguinho     | VIP   | VIP   | Xepa   | VIP    | VIP    | VIP       | VIP       | Xepa  | VIP   | Xepa  |           |           |              |              |        |        |        |         |         |         |        |        |          |        |  |
| Deniziane       | VIP   | VIP   | Xepa   | VIP    | Xepa   | VIP       | Xepa      | Xepa  | Xepa  |       |           |           |              |              |        |        |        |         |         |         |        |        |          |        |  |
| Marcus Vinicius | VIP   | Xepa  | VIP    | Xepa   | Xepa   | Xepa      | Xepa      | VIP   |       |       |           |           |              |              |        |        |        |         |         |         |        |        |          |        |  |
| Juninho         | Xepa  | Xepa  | Xepa   | VIP    | VIP    | Xepa      | Xepa      |       |       |       |           |           |              |              |        |        |        |         |         |         |        |        |          |        |  |
| Luigi           | Xepa  | Xepa  | VIP    | Xepa   | VIP    | VIP       |           |       |       |       |           |           |              |              |        |        |        |         |         |         |        |        |          |        |  |
| Vinícius        | VIP   | VIP   | VIP    | VIP    | VIP    |           |           |       |       |       |           |           |              |              |        |        |        |         |         |         |        |        |          |        |  |
| Nizam           | Xepa  | VIP   | Xepa   | Xepa   |        |           |           |       |       |       |           |           |              |              |        |        |        |         |         |         |        |        |          |        |  |
| Vanessa Lopes   | Xepa  | Xepa  | Xepa   | VIP    |        |           |           |       |       |       |           |           |              |              |        |        |        |         |         |         |        |        |          |        |  |
| Pizane          | Xepa  | VIP   | Xepa   |        |        |           |           |       |       |       |           |           |              |              |        |        |        |         |         |         |        |        |          |        |  |
| Thalyta         | Xepa  | Xepa  |        |        |        |           |           |       |       |       |           |           |              |              |        |        |        |         |         |         |        |        |          |        |  |
| Maycon          | VIP   |       |        |        |        |           |           |       |       |       |           |           |              |              |        |        |        |         |         |         |        |        |          |        |  |

- Nota 1: Na Semana 3, Rodriguinho foi transferido para a Xepa após ser escolhido por Fernanda para cumprir o Castigo do Monstro ao lado de Pitel, que já estava na Xepa.[151]
- Nota 2: Na Semana 3, por ter vencido a Prova Bate e Volta em primeiro lugar, Davi se salvou do Paredão, foi tirado da Xepa e garantiu estadia no VIP até a semana seguinte. Pitel também se salvou do Paredão, mas não foi transferida para o VIP.[335]
- Nota 3: Na Semana 4, Pitel foi transferida para a Xepa após ser escolhida por Matteus para cumprir o Castigo do Monstro ao lado de Juninho, que já estava na Xepa.[152]
- Nota 4: Na Semana 8, MC Bin Laden foi transferido para a Xepa após ser escolhido por Pitel para cumprir o Castigo do Monstro ao lado de Matteus, que já estava na Xepa.[156]
- Nota 5: Na Semana 8, em 6 de março, o Vacilômetro atingiu seu limite de punições e a casa toda foi para o Tá com Nada, permanecendo até a próxima liderança.[336]
- Nota 6: Na Semana 9, Alane foi automaticamente para a Xepa após pegar a caixa com a referida consequência ao deixar a Prova do Líder.[299]
- Nota 7: Na Semana 9, Davi foi transferido para a Xepa após ser escolhido por Lucas Henrique para cumprir o Castigo do Monstro ao lado de Alane, que já estava na Xepa.[157]
- Nota 8: Na Semana 13, no dia 88, em 4 de abril, o Vacilômetro atingiu seu limite de punições e a casa toda foi para o Tá com Nada, após Beatriz levar uma punição gravíssima.[337]
- Nota 9: Na Semana 13, no dia 89, Giovanna e Lucas Henrique foram transferidos para a Xepa após serem escolhidos por Matteus para cumprir o Castigo do Monstro.[161]
- Nota 10: Na Semana 14, no dia 96, foi anunciado que todos os participantes ficariam no VIP.[338]

## Classificação geral
| Pos.  | Participante            | Meio de indicação           | % dos votos     | Eliminado em |
| ----- | ----------------------- | --------------------------- | --------------- | ------------ |
| 1     | Davi Brito              | Finalista                   | 60,52%          | —            |
| 2     | Matteus Amaral          | Finalista                   | 24,50%          | —            |
| 3     | Isabelle Nogueira       | Finalista                   | 14,98%          | —            |
| 4     | Alane Dias              | Prova do Finalista          | 51,11%          | Semana 14    |
| 5     | Beatriz Reis            | Contragolpe (Davi)          | 82,61%          | Semana 14    |
| 6     | Lucas Henrique Ferreira | Líder (Davi)                | 64,69%          | Semana 13    |
| 7     | Giovanna Lima           | Líder (Lucas Henrique)      | 75,35%          | Semana 13    |
| 8     | MC Bin Laden            | Casa (5 votos)              | 80,34%          | Semana 13    |
| 9     | Giovanna Pitel          | Casa (5 votos)              | 82%             | Semana 12    |
| 10    | Fernanda Bande          | Casa (5 votos)              | 57,09%          | Semana 12    |
| 11    | Leidy Elin Fonseca      | Casa (4 votos)              | 88,33%          | Semana 11    |
| 12    | Raquele Cardozo         | Contragolpe (Mira do Líder) | 87,14%          | Semana 10    |
| 13    | Yasmin Brunet           | Líder (Beatriz)             | 80,76%          | Semana 9     |
| 14    | Michel Nogueira         | Líder (Lucas Henrique)      | 70,33%          | Semana 8     |
| 15    | Wanessa Camargo         | Expulsa                     | —               | Semana 8     |
| 16    | Rodriguinho             | Líder (Beatriz)             | 78,23%          | Semana 7     |
| 17    | Deniziane Ferreira      | Líder (Raquele)             | 52,02%          | Semana 6     |
| 18    | Marcus Vinicius Brito   | Casa (6 votos)              | 84,86%          | Semana 5     |
| 19    | Juninho Silva           | Casa (7 votos)              | 60,35%          | Semana 4     |
| 20    | Lucas Luigi             | Big Fone (Marcus Vinicius)  | 7,29%           | Semana 3     |
| 21    | Vinícius Rodrigues      | Casa (4 votos)              | 9,92%           | Semana 2     |
| 22    | Nizam Hayek             | Casa (7 votos)              | 17,14%          | Semana 2     |
| 23    | Vanessa Lopes           | Desistente                  | —               | Semana 2     |
| 24    | Lucas Pizane            | Casa (4 votos)              | 8,35%           | Semana 1     |
| 25    | Thalyta Alves           | Contragolpe (Juninho)       | 22,71%          | Semana 1     |
| 26    | Maycon Cosmer           | Líder (Deniziane)           | 8,46%           | Semana 1     |
| 27–31 | Caio Andrade            | Puxadinho                   | Votação da casa | Semana 1     |
| 27–31 | Carolina Ferreira       | Puxadinho                   | Votação da casa | Semana 1     |
| 27–31 | Jorge Mateus Viana      | Puxadinho                   | Votação da casa | Semana 1     |
| 27–31 | Juliana Xavier          | Puxadinho                   | Votação da casa | Semana 1     |
| 27–31 | Plínio Simões           | Puxadinho                   | Votação da casa | Semana 1     |

## Audiência
- Os dados são providos pelo Kantar IBOPE Media e se referem ao público da Grande São Paulo.

| Data de transmissão | SEG             | TER             | QUA             | QUI             | SEX             | SÁB             | DOM             | Média semanal |
| ------------------- | --------------- | --------------- | --------------- | --------------- | --------------- | --------------- | --------------- | ------------- |
| 08/01 a 14/01/2024  | 22,0            | 23,3            | 22,6            | 22,0            | 22,7            | 21,5            | 16,9            | 21,6          |
| 15/01 a 21/01/2024  | 23,1            | 21,7            | 21,5            | 21,5            | 22,8            | 19,4            | 16,1            | 20,9          |
| 22/01 a 28/01/2024  | 19,0            | 20,2            | 19,8            | 19,1            | 21,1            | 18,6            | 16,0            | 19,1          |
| 29/01 a 04/02/2024  | 20,6            | 19,9            | 21,1            | 20,5            | 20,7            | 20,2            | 16,6            | 19,9          |
| 05/02 a 11/02/2024  | 21,4            | 20,1            | 18,5            | 18,0            | 19,9            | 19,3            | 15,6            | 19,0          |
| 12/02 a 18/02/2024  | 21,6            | 21,0            | 21,0            | 20,1            | 21,1            | 20,6            | 17,3            | 20,4          |
| 19/02 a 25/02/2024  | 21,0            | 20,2            | 19,5            | 19,0            | 20,8            | 20,7            | 16,1            | 19,6          |
| 26/02 a 03/03/2024  | 20,3            | 21,4            | 18,0            | 19,7            | 21,0            | 21,9            | 18,3            | 20,1          |
| 04/03 a 10/03/2024  | 21,1            | 21,1            | 20,0            | 20,8            | 21,3            | 18,6            | 16,5            | 19,9          |
| 11/03 a 17/03/2024  | 20,5            | 23,3            | 21,5            | 22,3            | 21,1            | 18,8            | 17,6            | 20,7          |
| 18/03 a 24/03/2024  | 21,8            | 21,8            | 21,5            | 20,9            | 21,6            | 20,3            | 17,5            | 20,8          |
| 25/03 a 31/03/2024  | 21,4            | 24,5            | 22,4            | 20,5            | 22,5            | 18,8            | 17,7            | 21,1          |
| 01/04 a 07/04/2024  | 21,9            | 20,8            | 11,5            | 22,5            | 21,9            | 19,7            | 18,0            | 19,5          |
| 08/04 a 14/04/2024  | 20,8            | 22,5            | 11,6            | 22,8            | 22,1            | 19,0            | 18,9            | 19,7          |
| 15/04 a 16/04/2024  | 21,5            | 26,8            | —               | —               | —               | —               | —               | 24,1          |
| 08/01 a 16/04/2024  | Média da edição | Média da edição | Média da edição | Média da edição | Média da edição | Média da edição | Média da edição | 20,4          |

- Em 2024, cada ponto representa 73,2 mil domicílios ou 191,4 mil pessoas na Grande São Paulo.[439]

## Spin-offs

### Davi, Um Cara Comum da Bahia
Davi, Um Cara Comum da Bahia é um spin-off em formato de documentário sobre a vida do vencedor do programa, Davi Brito. Foi anunciado no dia 16 de abril de 2024, durante a final do Big Brother Brasil 24, que o vencedor da edição teria um documentário de sua vida produzido pelo Globoplay. A série documental Davi, Um Cara Comum da Bahia (em referência a um bordão usado por Rodriguinho em uma discussão com o motorista) foi lançada em 8 de maio de 2024 pelo Globoplay, e aborda a vida de Davi antes, durante e após a participação no reality show Big Brother Brasil.

#### Elenco
| Intérprete         | Personagem             | Ref.    |
| ------------------ | ---------------------- | ------- |
| Davi Brito         | Ele mesmo              | [ 441 ] |
| Carolina Dieckmann | Ela mesma              | [ 441 ] |
| Carla Perez        | Ela mesma              | [ 441 ] |
| Gloria Perez       | Ela mesma              | [ 441 ] |
| Isabelle Nogueira  | Ela mesma              | [ 441 ] |
| Ivete Sangalo      | Ela mesma              | [ 441 ] |
| Leo Santana        | Ele mesmo              | [ 441 ] |
| Luís Miranda       | Ele mesmo              | [ 441 ] |
| Maíra Azevedo      | Ela mesma              | [ 441 ] |
| Márcio Victor      | Ele mesmo              | [ 441 ] |
| Matteus Amaral     | Ele mesmo              | [ 441 ] |
| Samuel de Assis    | Ele mesmo              | [ 441 ] |
| Xanddy             | Ele mesmo              | [ 441 ] |
| Jean Pedro         | Davi Brito (simulação) | [ 442 ] |
| Mariana Freire     | Mani Rego (simulação)  | [ 442 ] |

### Na Cama com Pitanda
Na Cama com Pitanda é um spin-off em formato de talk show apresentado pelas ex-participantes Fernanda Bande e Giovanna Pitel. Teve sua estreia no Multishow em 10 de junho de 2024. Na atração, Fernanda e Pitel recebem convidados numa cama de casal, onde eles conversam sobre as suas intimidades de um jeito leve e divertido.